# Franklin Pierce
Franklin Pierce (Hillsborough, 23 de novembro de 1804 – Concord, 8 de outubro de 1869) foi um advogado e político norte-americano do Partido Democrata que atuou como o 14º Presidente dos Estados Unidos entre 1853 e 1857. Nascido em Nova Hampshire, Pierce também serviu na Câmara dos Representantes e no Senado até renunciar do segundo em 1842. Sua advocacia particular foi um sucesso e ele foi nomeado promotor de seu estado em 1845. Pierce participou da Guerra Mexicano-Americana como General de Brigada. Era visto pelos democratas como candidato para apaziguar os interesses do norte e do sul, sendo nomeado pelo partido para concorrer a presidente. Pierce e seu parceiro de chapa William R. King derrotaram facilmente os candidatos Winfield Scott e William Alexander Graham do Partido Whig na eleição de 1852.
Apesar de Pierce ser popular e extrovertido, sua esposa Jane sofria de doenças e depressão durante boa parte da vida. Todos os seus filhos morreram jovens, com o último morrendo de maneira horrível em um acidente de trem enquanto a família viajava pouco antes da cerimônia de posse. Como presidente ele tentou reforçar os padrões neutros do serviço civil enquanto tentava satisfazer diversos elementos do Partido Democrata com patronagens, um esforço que foi mal sucedido e acabou colocando muitos partidários contra ele. Pierce era um expansionista que assinou a Compra Gadsden de terras do México e liderou uma tentativa fracassada de adquirir Cuba da Espanha. Ele assinou tratados com o Reino Unido e o Japão enquanto seu gabinete reformava seus departamentos e melhorava a contabilidade, porém esses sucessos foram ofuscados por conflitos políticos.
Sua popularidade nos estados do norte caiu rapidamente após o Ato de Kansas-Nebraska, algo que nulificou o Compromisso do Missouri, enquanto muitos brancos do sul continuaram a apoiá-lo. A aprovação do ato levou a um conflito violento sobre a expansão da escravidão na Região Oeste do país. A administração de Pierce foi mais danificada quando vários diplomatas publicaram o Manifesto de Ostende pedindo a anexação de Cuba, um documento que foi muito criticado. Pierce esperava ser renomeado pelos democratas para a eleição de 1856, porém seu partido lhe abandonou e sua candidatura fracassou. Sua reputação no norte foi prejudicada durante a Guerra de Secessão e ele tornou-se um crítico do presidente Abraham Lincoln. Pierce sempre bebeu muito ao longo de sua vida e morreu de cirrose hepática em 1869. Historiadores norte-americanos e outros comentaristas políticos geralmente colocam Pierce como um dos piores presidentes da história dos Estados Unidos.

## Início de vida e Infância

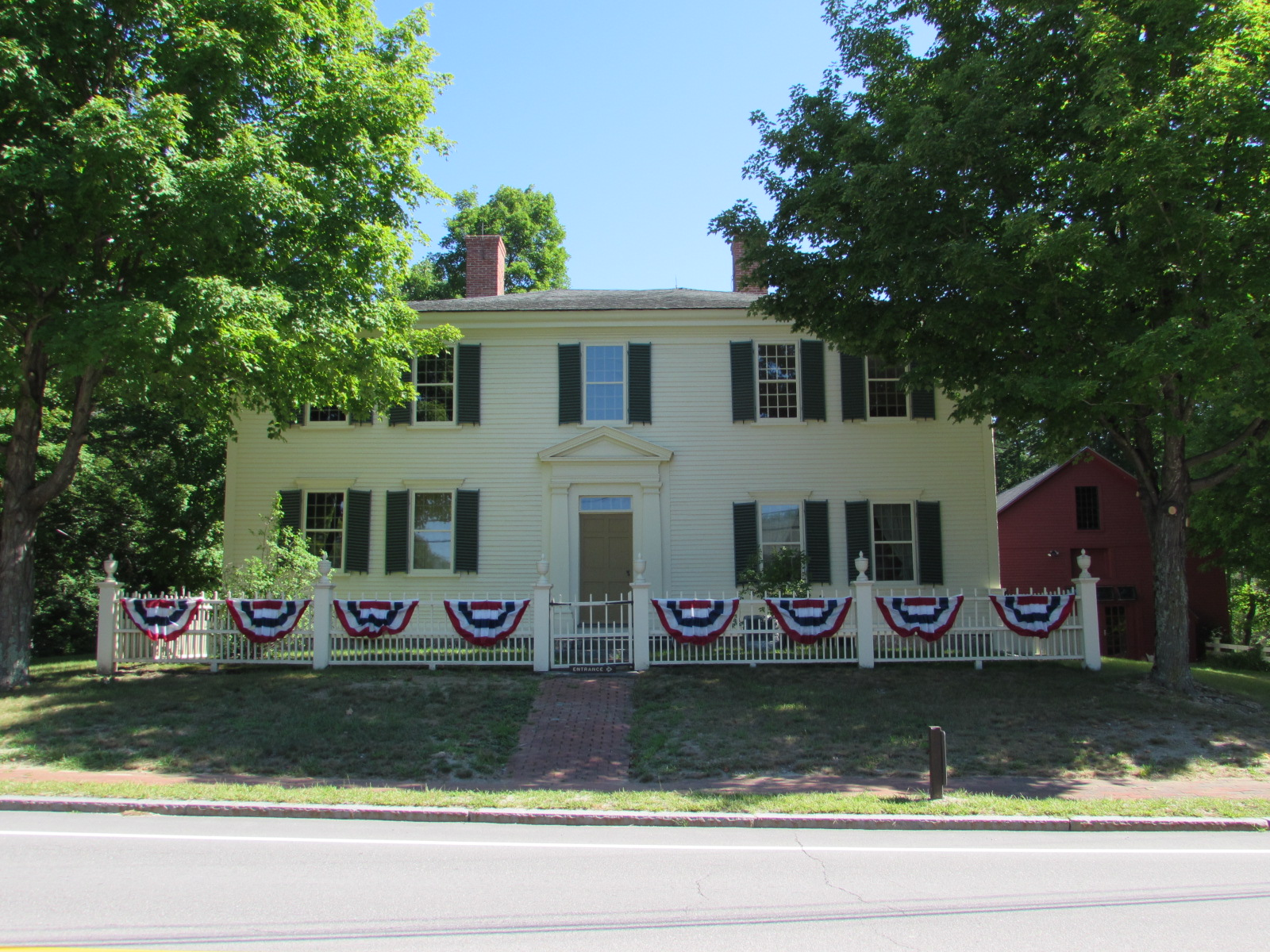
A herdade de Franklin Pierce em Hillsborough, onde Pierce cresceu. Atualmente é um Marco Histórico Nacional. Ele nasceu em uma cabana de madeira próxima já que a herdade ainda estava em construção.

Franklin Pierce nasceu em 23 de novembro de 1804 dentro de uma cabana de madeira em Hillsborough, Nova Hampshire, Estados Unidos. Era filho de Benjamin Pierce, um tenente da Guerra da Independência que mudou-se depois da guerra para Hillsborough vindo de Chelmsford, tendo comprado uma terra de vinte hectares. Pierce era um descendente da sexta geração de Thomas Pierce, que havia imigrado por volta de 1634 para a Colônia da Baía de Massachusetts vindo de Norwich, Inglaterra. Era o quinto filho de um total de oito de Benjamin Pierce e sua segunda esposa Anna Kendrick; ele também tinha uma meia-irmã mais velha do primeiro casamento de seu pai com Elizabeth Andrews. Benjamin era então um proeminente fazendeiro, taberneiro e legislador estadual membro do Partido Democrata-Republicano. Seu pai envolveu-se muito na política de Nova Hampshire durante a infância de Pierce, com dois de seus irmãos mais velhos lutando na Guerra de 1812; assuntos públicos e militares foram uma grande influência no começo da sua vida.
Benjamin queria que seus filhos fossem bem-educados, colocando Pierce em uma escola de Hillsborough e depois em uma escola na cidade de Hancock aos doze anos. O menino não gostava de estudar. Certo dia em Hancock ele ficou com saudades de casa e resolveu andar dezenove quilômetros de volta para Hillsborough. Seu pai lhe deu jantar e o levou até metade da distância de volta para a escola, ordenando que caminhasse o resto do caminho de baixo de uma tempestade. Pierce mais tarde citou esse momento como "o ponto de inflexão da minha vida". No mesmo ano ele se transferiu para a Academia Phillips Exeter a fim de preparar-se para a faculdade. Nessa época Pierce tinha construído a reputação de um estudante charmoso, porém algumas vezes propenso a mau comportamento.
Pierce entrou em 1820 na Faculdade Bowdoin em Brunswick, Maine, um de dezenove calouros. Ele juntou-se à Sociedade Ateniense, uma sociedade literária progressiva, junto com o depois congressista Jonathan Cilley e o posterior autor Nathaniel Hawthorne, com quem formou amizades duradouras. Pierce ficou em último de sua classe por dois anos, trabalhando duro para melhorar suas notas e conseguindo formar-se em 1824 na quinta posição de um total de catorze alunos. John P. Hale, um posterior aliado e em seguida rival de Pierce, também entrou na Bowdoin em seu primeiro ano. Pierce organizou uma companhia miliciana não-oficial chamada Cadetes Bowdoin, que tinham a presença de Cilley e Hawthorne. A unidade realizava exercícios no campus perto da casa do presidente da instituição até que este ficou cansado do barulho e ordenou sua paralisação. Os estudantes se revoltaram e entraram em greve, um evento que Pierce foi suspeito de liderar. Ele passou vários meses de seu último ano da faculdade dando aulas em uma escola da área rural de Hebron, onde seus alunos incluía o futuro congressista John J. Perry, tendo sido o lugar em que recebeu seu primeiro salário.
Pierce estudou brevemente direito em Portsmouth com Levi Woodbury, ex-governador de Nova Hampshire e um amigo da família, em seguida passando um semestre na Escola de Direito de Northampton em Northampton, Massachusetts, depois estudando entre 1826 e 1827 com o juiz Edmund Parker em Amherst, Nova Hampshire. Ele foi aceito no final de 1827 na associação de advogados e começou a trabalhar como tal em Hillsborough. Pierce perdeu seu primeiro caso, porém logo provou-se um advogado competente. Sua memória para nomes e rostos lhe serviu bem, assim como seu charme pessoal e voz profunda, mesmo nunca tendo sido um jurista. Seu parceiro em Hillsborough era Albert Baker, que havia estudado direito com Pierce e era irmão de Mary Baker Eddy.

### Política estadual
Nova Hampshire era um viveiro de partidarismo por volta do ano de 1824, com figuras políticas como Woodbury e Isaac Hill lançando as bases para um partido de democratas em apoio ao general Andrew Jackson para a presidência. Eles se opunham ao estabelecido Partido Federalista e seu sucessor o Partido Nacional Republicano, que eram liderados pelo então presidente John Quincy Adams. O trabalho do Partido Democrata de Nova Hampshire rendeu frutos logo em 1827, quando Benjamin Pierce, candidato pró-Jackson que conseguira também o apoio da facção pró-Adams, foi eleito o governador do estado praticamente sem oposição alguma. Apesar de ter iniciado sua carreira como um advogado, Franklin Pierce estava completamente dentro do mundo da política enquanto aproximava-se a eleição de 1828 entre Jackson e Adams. A facção do presidente acabou retirando seu apoio a Benjamin nas eleições estaduais de março de 1828, fazendo-o perder o cargo de governador, que então era eleito anualmente. Entretanto, Franklin ao mesmo tempo venceu sua primeira eleição: moderador municipal de Hillsborough, uma posição para qual seria eleito por seis anos consecutivos.
Pierce fez campanha em seu distrito em nome de Jackson, que acabou ganhando o distrito e a presidência por uma grande margem na eleição em novembro, mesmo tendo perdido o estado de Nova Hampshire. O resultado fortaleceu o Partido Democrata e Pierce conseguiu no ano seguinte conquistar seu primeiro cargo legislativo, representando Hillsborough na Câmara dos Representantes de Nova Hampshire. Enquanto isso, Benjamin Pierce foi novamente eleito governador, aposentando-se após o final do mandato. O jovem Pierce foi nomeado em 1829 como presidente do Comitê de Educação e do Comitê de Cidades no ano seguinte. Os democratas tinham alcançado por volta de 1831 a maioria legislativa e Pierce foi eleito presidente da câmara. Ele usou sua plataforma para opor-se à expansão bancária, proteger a milícia estadual e oferecer apoio aos democratas nacionais e o esforço de reeleição de Jackson em 1832. Pierce aos 27 anos era a estrela do Partido Democrata de Nova Hampshire. Apesar de todo seu sucesso inicial profissionalmente e na política, em cartas pessoais ele continuamente expressava lamento por continuar solteiro e almejava uma vida além de Hillsborough.
Pierce era membro da milícia estadual assim como todos os outros homens brancos de Nova Hampshire entre dezoito e 45 anos de idade, tendo sido nomeado em 1831 como ajudante de campo do governador Samuel Dinsmoor. Ele permaneceu na milícia até 1847 e alcançou a patente de coronel antes de tornar-se general de brigada do Exército durante a Guerra Mexicano-Americana. Pierce queria revitalizar e reformar as milícias estudais, que haviam tornado-se cada vez mais dormentes durante os anos após o fim da Guerra de 1812, trabalhando junto com Alden Partridge, o presidente da Universidade Norwich, e também com Truman B. Ransom e Alonzo Jackman, professores da Norwich e oficiais milicianos, com o objetivo de aumentar os esforços de recrutamento e melhorar os treinamentos. Pierce atuou como administrador da Norwich entre 1841 e 1859, recebendo da instituição um honoris causa de Legum Doctor em 1853.
O Partido Democrata candidatou Pierce em 1832 para um dos cinco acentos de Nova Hampshire na Câmara dos Representantes dos Estados Unidos. Esta era uma eleição garantida, já que os republicanos tinham esvanecido como força política enquanto o Partido Whig ainda não tinha conseguido atrair grandes números. A força dos democratas no estado também fora reforçada pela esmagadora vitória de Jackson na reeleição do mesmo ano. Nova Hampshire há muito tinha sido um estado marginal politicamente, porém tornou-se o estado mais Democrata do norte a partir de 1832 até meados da década de 1850, algo que auxiliou a carreira de Pierce. Ele começou seu mandato de deputado em março de 1833, mas apenas faria seu juramento no Congresso em dezembro, com sua atenção estando em outros lugares. Pierce tinha ficado noivo e comprara sua primeira casa em Hillsborough. Franklin e Benjamin Pierce também estavam entre os cidadãos proeminentes que receberam Jackson quando este visitou o estado no meio de 1833.

### Casamento

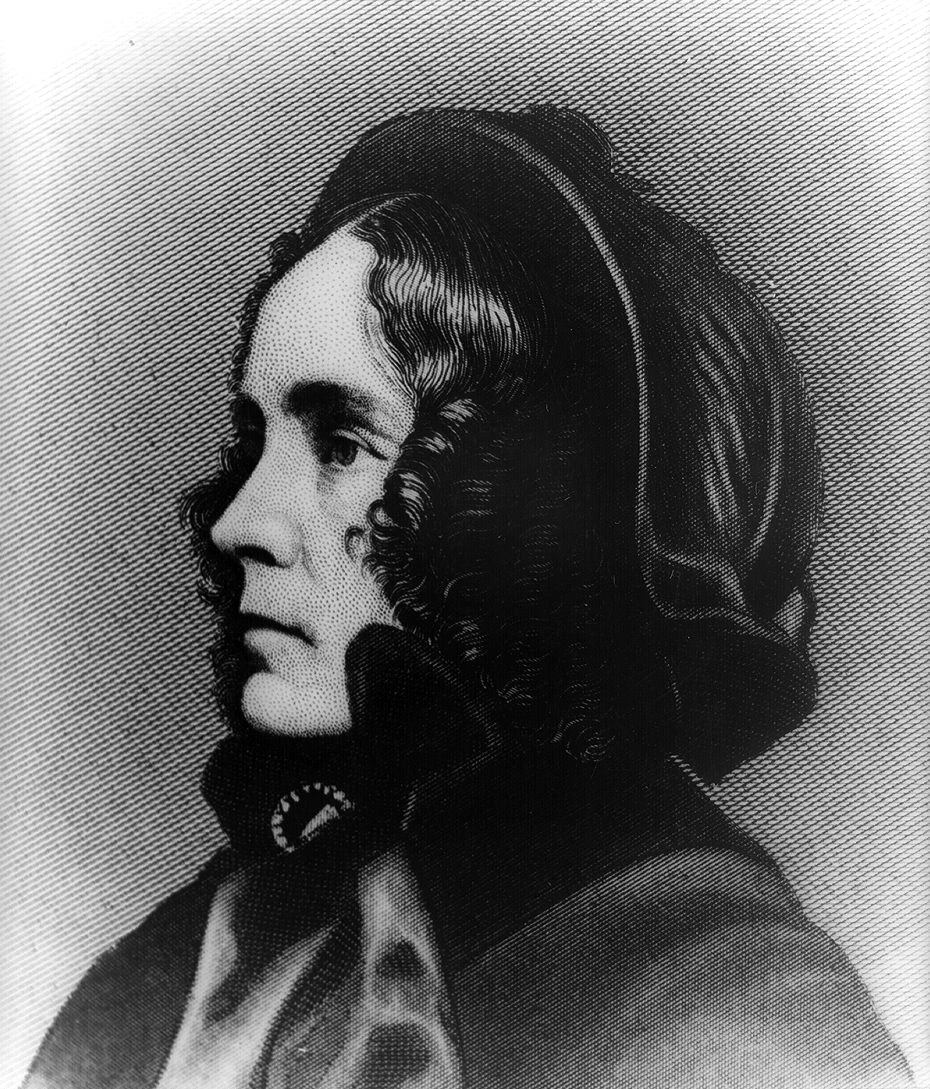
Jane Pierce era reservada e religiosa, o oposto de seu marido em diversas maneiras.

Pierce se casou em 19 de novembro de 1834 com Jane Means Appleton, filha de Elizabeth Means e Jesse Appleton, um pastor congregacionalista e ex-presidente da Faculdade Bowdoin. A família Appleton era proeminentemente Whig, contrastando com a afiliação Democrata dos Pierce. Jane era tímida, profundamente religiosa e pró-temperança, encorajando seu marido a ficar longe de bebidas alcoólicas. Ela era muito magra e sofria constantemente de tuberculose e doenças psicológicas. Jane abominava a política e particularmente desgostava de Washington, D.C., criando uma tensão que perduraria durante a ascensão política de Pierce.
Jane também não gostava de Hillsborough e assim os Pierce mudaram-se em 1838 para a capital estadual Concord. O casal teve três filhos, todos os quais morreram ainda na infância. Franklin, Jr. nasceu em fevereiro de 1836 e morreu três dias depois, Frank Robert nasceu em agosto de 1839 e morreu aos quatro anos de idade em novembro de 1843 devido a tifo epidémico, enquanto Benjamin nasceu em abril de 1841 e morreu aos onze anos em um acidente de trem em janeiro de 1853, pouco antes da posse de Pierce.

## Congressista

### Deputado
Pierce partiu em novembro de 1833 para Washington onde o 23º Congresso dos Estados Unidos reuniu-se em 2 de dezembro para sua sessão regular. O segundo mandato de Jackson estava em andamento e a Câmara dos Representantes tinha uma grande maioria Democrata, cujo principal foco era impedir que o Segundo Banco dos Estados Unidos fosse refiliado. O partido, incluindo Pierce, conseguiu derrotar as propostas apoiadas pelo recém-formado Partido Whig e assim o alvará do banco expirou. Pierce ocasionalmente discordava de seu partido, opondo-se a projetos de lei democratas que financiavam melhoramentos internos com dinheiro federal. Ele via como inconstitucional os gastos do banco e da infraestrutura, acreditando que melhoramentos internos eram uma responsabilidade dos estados. O primeiro mandato de Pierce passou sem incidentes de um ponto de vista legislativo, com ele sendo facilmente reeleito em março de 1835. Pierce continuava sua advocacia quando não estava em Washington, voltando para a capital em dezembro de 1835 para o 24º Congresso.
O abolicionismo ficou mais vocal durante a década de 1830 e o Congresso foi inundado por petições de grupos antiescravidão pedindo ações legislativas a fim de restringir a escravidão no país. Pierce achou desde o início que a "agitação" dos abolicionistas era um aborrecimento, vendo a ação federal contra a escravidão como sendo uma violação dos direitos dos estados do sul, mesmo ele próprio sendo moralmente contra a escravidão. Ele também ficou frustrado pelo "fanatismo religioso" dos abolicionistas, que consideravam como pecadores seus oponentes políticos. "Eu considero a escravidão como um mau social e político", afirmou Pierce, "e mais sinceramente desejo que ela não existisse sobre a face da terra". Ele mesmo assim escreveu em dezembro de 1835 que "Uma coisa deve ficar perfeitamente aparente para qualquer homem inteligente. Este movimento de abolição precisa ser esmagado ou existe um fim para a União".
Entretanto, Pierce acabou ficando do lado dos abolicionistas quando James Henry Hammond, um deputado Republicano da Carolina do Sul, tentou impedir que petições antiescravidão chegassem na câmara. Mesmo assim, Pierce apoiou aquilo que ficou chamado de regra da mordaça, que permitia o recebimento de petições mas as impedia de serem lidas ou consideradas. Isto passou pela câmara em 1836. Ele acabou atacado pelo jornal antiescravidão de Nova Hampshire Herald of Freedom como um "doughface", que tinha o duplo sentido de "homem de espírito covarde" ou "nortenho com simpatias sulistas". Pierce tinha afirmado que nem uma em quinhentas pessoas de Nova Hampshire eram abolicionistas; o artigo somou o número de assinaturas de petições vindas do estado e dividiu pelos dados de um censo. Pierce também ficou indignado quando o senador John C. Calhoun da Carolina do Sul leu o artigo na câmara. O senador acabou se desculpando quando o deputado fez um discurso indicando que a maioria das assinaturas vinha de mulheres e crianças, que não tinham direito ao voto.

### Senador
A renúncia em maio de 1836 do senador Isaac Hill, que tinha sido eleito governador de Nova Hampshire, deixou uma breve abertura interina para ser preenchida pela legislatura estadual. A legislatura também tinha que preencher o mandato seguinte de seis anos pois o mandato de senador de Hill iria terminar logo em março do ano seguinte. A candidatura de Pierce para o Senado foi defendida por Hale, deputado e ex-colega da Bowdoin. A legislatura escolheu depois de muitos debates John Page para ocupar o restante do mandato de Hill. Pierce mesmo assim conseguiu ser eleito senador em dezembro de 1836 e seu mandato começou em março de 1837, tornando-se aos 32 anos de idade o senador mais jovem da história dos Estados Unidos até então. A eleição veio em uma época difícil para ele, já que seu pai, irmã e irmão estavam seriamente doentes enquanto Jane continuava a sofrer de falta de saúde crônica. Como senador, Pierce foi capaz de auxiliar seu amigo Hawthorne, que frequentemente tinha problemas financeiros, procurando uma sinecura como medidora de carvão e sal na Alfândega de Boston que permitiu ao autor continuar escrevendo.
Pierce votou com o partido na maioria das questões. Ele era um senador capaz, porém não um proeminente, sendo sobrepujado pelo chamado "Grande Triunvirato" formado por Calhoun, Henry Clay e Daniel Webster, que dominavam o senado. Pierce entrou no senado em uma época de crise econômica, o Pânico de 1837. Ele considerava a depressão um resultado do rápido crescimento do sistema bancário em meio da "extravagância do excesso de negócios e da selvageria da especulação". Pierce apoiou o recém eleito presidente Martin Van Buren e seu plano de criar um tesouro independente para que desse modo dinheiro federal não apoiasse empréstimos de bancos especulativos, porém essa proposta dividiu o Partido Democrata. O debate sobre a escravidão continuou no Congresso e os abolicionistas propuseram o fim do Distrito de Columbia, sobre qual o Congresso tinha jurisdição. Pierce apoiou uma resolução de Calhoun contra tal proposta, algo que ele considerava um passo perigoso para a emancipação nacional. Enquanto isso os whigs estavam crescendo em força, deixando os democratas com apenas uma pequena maioria ao final da década.
O exército era um tópico de particular importância para Pierce. Ele desafiou um projeto de lei que expandiria as patentes dos oficiais do Exército dos Estados Unidos em Washington sem nenhum benefício aparente para os outros oficiais em postos espalhados pelo resto do país. Pierce se interessou por pensões militares, vendo fraudes abundantes dentro do sistema, sendo nomeado como presidente do comitê do senado para pensões militares durante o 26º Congresso. Nessa capacidade ele pediu pela modernização e expansão do exército, focando-se nas milícias e mobilidade em vez de fortificações costais, algo que considerava ultrapassado.
Pierce fez grande campanha pela reeleição de Van Buren na eleição de 1840. O presidente venceu em Nova Hampshire, porém perdeu no voto nacional para William Henry Harrison, um herói militar, cujo Partido Whig ganhou a maioria dos acentos no 27º Congresso. Harrison morreu após um mês no cargo e seu vice-presidente John Tyler ascendeu à presidência. Pierce e os democratas rapidamente desafiaram o novo governo, questionando a remoção de funcionários públicos federais e opondo-se ao plano Whig de um banco nacional. Pierce decidiu em dezembro de 1841 renunciar do senado, algo que já estava planejando há algum tempo. Os democratas de Nova Hampshire acreditavam que ninguém deveria ser senador por mais do que um mandato de seis anos, dessa forma ele tinha poucas chances de reeleição. Além disso, Pierce estava frustrado por fazer parte de uma minoria legislativa e desejava dedicar seu tempo à família e advocacia. Seus últimos atos antes de renunciar em fevereiro de 1842 foram opor-se a um projeto de lei para distribuir recursos federais para os estados – acreditando que em vez disso o dinheiro deveria ir para o exército – e desafiar os whigs a revelar os resultados de sua investigação sobre a Alfândega de Nova Iorque, onde os whigs tinham sondado por corrupção Democrata por quase um ano mas sem revelar suas descobertas.

## Líder partidário

### Advogado e político

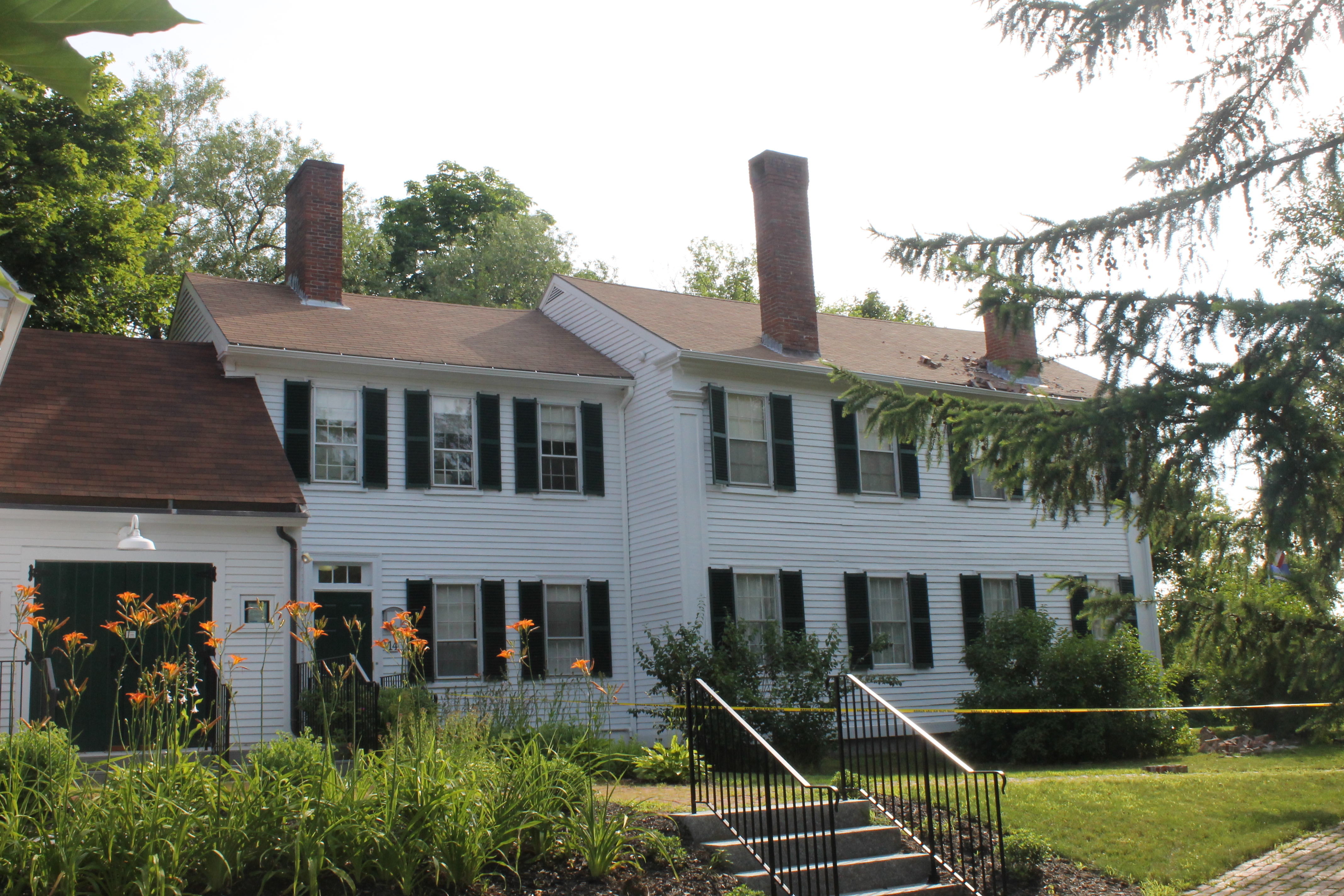
A casa em Concord em que Pierce morou entre 1842 e 1848, conhecida hoje como Presbítero Pierce. A residência foi restaurada na década de 1970 e agora é mantida como atração histórica.

Pierce não tinha nenhuma intenção de deixar a vida pública, mesmo tendo renunciado do senado. Ele mudou-se para Concord a fim de ter mais oportunidades de casos e dar a Jane uma vida comunitária mais robusta. Sua esposa tinha permanecido na capital estadual com seu filho mais novo Frank e o recém-nascido Benjamin durante a segunda metade de seu mandato de senador, com esta separação pesando muito para a família. Pierce enquanto isso tinha começado nos recessos congressionais uma parceria exaustante e lucrativa com Asa Fowler. Ele voltou para Concord no começo de 1842 e sua reputação como advogado continuou a crescer. Pierce era conhecido por sua personalidade graciosa, eloquência e excelente memória, atraindo grandes públicos para suas audiências. Ele frequentemente representava pessoas pobres para pouca ou nenhuma remuneração.
Pierce permaneceu envolvido no Partido Democrata do estado, que estava dividido sobre várias questões. Hill, que representava a ala urbana e comercial, defendia o uso de alvarás governamentais a fim de apoiar corporações, lhes dando privilégios como responsabilidade limitada e domínio eminente para a construção de ferrovias. A ala radical "Locofoco" representava fazendeiros e eleitores rurais que desejavam a expansão de programas sociais, regulamentações trabalhistas e restrições do privilégio corporativo. A cultura política de Nova Hampshire ficara menos tolerante com bancos e corporações após o Pânico de 1837, com Hill saindo do cargo de governador. Pierce filosoficamente era próximo dos radicais, relutantemente atuando como advogado contra Hill em uma disputa sobre a propriedade de um jornal – o ex-governador perdeu e fundou seu próprio periódico, em que Pierce era um alvo frequente de críticas.
Pierce foi nomeado em junho de 1842 como presidente do Comitê Democrata Estadual. Na eleição estadual do ano seguinte ele ajudou a ala radical a assumir o controle da legislatura. O partido permaneceu dividido, incluindo sobre o desenvolvimento de ferrovias e o movimento de temperança, com Pierce tomando uma posição de liderança em ajudar a legislatura estadual a resolver suas diferenças. Suas prioridades eram "ordem, moderação, acordo e unidade partidária", algo que ele tentou colocar acima de suas próprias opiniões sobre questões políticas. Pierce valorizava muito a unidade Democrata, vendo a oposição à escravidão como uma ameaça a isso.
As notícias da surpreendente vitória de James K. Polk, candidato Democrata, na eleição presidencial de 1844 foram bem recebidas por Pierce, que tinha ficado amigo dele na época em que ambos serviram no Congresso. Pierce fez campanha para Polk e em troca o novo presidente lhe nomeou em 1845 como o Promotor dos Estados Unidos para Nova Hampshire. A causa mais proeminente de Polk era a anexação do Texas, questão que tinha causado uma separação dramática entre Pierce e Hale, agora membro da Câmara dos Representantes. Hale era completamente contra a adição de um novo estado escravagista e escreveu carta para 1.400 democratas em Nova Hampshire delineando sua oposição. Pierce respondeu ao reunir a convenção Democrata estadual a fim de revogar a indicação de Hale para um novo mandato no Congresso. A tempestade política fez com que Pierce cortasse relações com seu amigo e também com seu parceiro de negócios Fowler, que apoiava Hale. Este recusou-se a sair da disputa e Nova Hampshire ficou com um acento vago no Congresso pois o partido tinha ficado dividido e era necessário um voto maioritário para a eleição. Os whigs e os democratas Independentes de Hale eventualmente assumiram o controle da legislatura estadual, elegendo Anthony Colby dos whigs como governador e enviando Hale para o senado, enfurecendo Pierce.

### Serviço militar

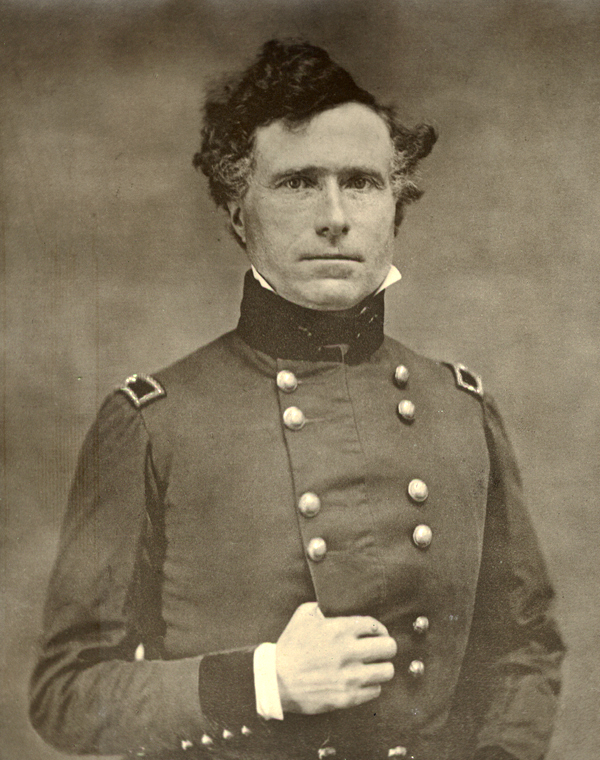
Pierce com uniforme de general de brigada do exército.

Serviço militar ativo era um sonho de longa data de Pierce, que admirava o serviço de seu pai e irmãos no passado, particularmente seu irmão mais velho Benjamin Kendrick Pierce e também John McNeil Jr., marido de sua meia-irmã Elizabeth. Pierce como legislador foi um grande defensor das milícias de voluntários. Ele próprio tinha experiência no manejo de mosquetes e exercícios militares como um oficial miliciano. O Congresso acabou declarando guerra contra o México em maio de 1846, com Pierce voluntariando-se para participar, mesmo não existindo na época um regimento para a Nova Inglaterra. Sua esperança de lutar no confronto foi um dos motivos que lhe fizeram recusar a oferta de Polk para tornar-se Procurador-Geral dos Estados Unidos. O avanço do general Zachary Taylor diminuiu na região norte do México e o general Winfield Scott propôs capturar o porto de Veracruz, seguindo a partir dai para o centro do país. O Congresso aprovou um projeto de lei autorizando a criação de dez regimentos, com Pierce tendo sido nomeado em fevereiro de 1847 como coronel e comandante do 9º Regimento de Infantaria, enquanto Truman B. Ransom ficou como tenente-coronel e segundo no comando.
Pierce foi promovido a general de brigada em 3 de março de 1847 e assumiu o comando de uma brigada de reforços no exército de Scott, com Ransom ficando na liderança do regimento de infantaria. Pierce chegou em Veracruz em junho pois precisava de tempo para reunir sua brigada, preparando uma marcha com 2 500 homens e suprimentos para levá-los até o general. A jornada de três semanas pelo interior do México era perigosa, com os soldados lutando contra diversos ataques até encontraram-se com Scott no começo de agosto, bem na hora para a Batalha de Contreras. O engajamento foi desastroso para Pierce: seu cavalo se assustou durante um ataque, fazendo com que batesse sua virilha na sela. O animal então tropeçou em um buraco e caiu, prendendo Pierce embaixo dele e deixando-o com um ferimento no joelho. O incidente fez parecer que ele tinha desmaiado, fazendo com que um soldado pedisse que outra pessoa assumisse o comando, "o general Pierce é um maldito covarde". Pierce voltou para a ação no dia seguinte, mas novamente machucou seu joelho, forçando-o a mancar atrás de seus homens, com a batalha praticamente vencida no momento em que ele os alcançou.

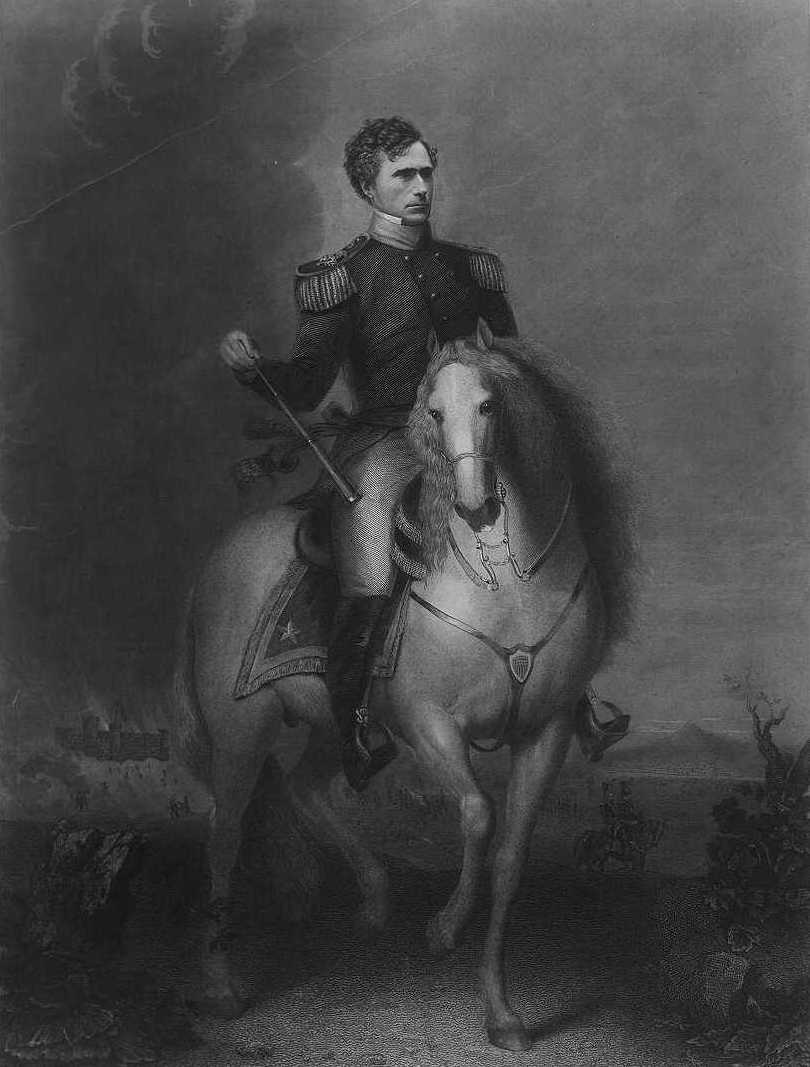
O breve período de Pierce na Guerra Mexicano-Americana impulsionou sua imagem pública.

Scott ordenou que Pierce permanecesse na retaguarda para a iminente Batalha de Churubusco. Ele respondeu dizendo "Pelo amor de Deus, general, esta é a última grande batalha e eu preciso liderar minha brigada". Scott cedeu e Pierce entrou no combate amarrado em sua sela, porém a dor na sua perna tornou-se tão grande que ele desmaiou no campo. Os norte-americanos venceram a batalha e Pierce ajudou a negociar um armistício. Em seguida ele retornou para o comando e liderou sua brigada pelo resto da campanha, eventualmente participando da Batalha da Cidade do México em setembro, mas sua brigada permaneceu na reserva durante grande parte do engajamento. Pierce passou a maior parte da batalha na tenda médica sofrendo de uma forte diarreia. Ele continuou no comando de sua brigada ao longo dos três meses de ocupação da cidade, ficando frustrado com a paralisação das negociações de paz e tentando se distanciar do constante conflito entre Scott e os outros generais.
Pierce finalmente recebeu permissão para retornar a Concord no final de dezembro de 1847. Teve uma recepção de herói em seu estado natal e emitiu sua renúncia do exército, que foi aprovada em 20 de março do ano seguinte. Suas realizações militares elevaram sua popularidade, apesar de seus ferimentos e subsequentes problemas em batalha levaram a acusações de covardia que lhe perseguiriam por muito tempo. Pierce tinha demonstrado competência como general, especialmente na marcha inicial de Veracruz, porém seu curto período de serviço e ferimento no joelho deixaram pouco para ser julgado pelos historiadores sobre suas habilidades de comandante militar.
Ulysses S. Grant, na época um soldado do exército de Scott que teve a oportunidade de observar Pierce em primeira-mão durante a guerra, contradisse em suas memórias as acusações de covardia, escrevendo vários anos após a morte de Pierce que "Seja quais talvez tenham sido as qualificações do General Pierce para a Presidência, ele era um cavalheiro e um homem de coragem. Eu não sou um apoiador dele politicamente, porém eu o conhecia mais intimamente do que conheci qualquer outro general voluntário".

### Volta a Nova Hampshire

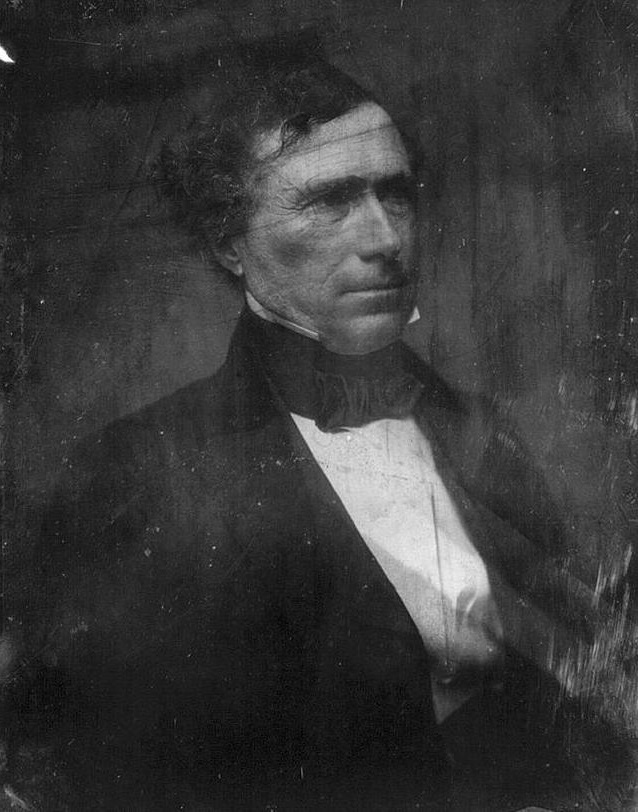
Pierce havia se tornado na década de 1850 o líder de facto do Partido Democrata de Nova Hampshire.

Pierce retornou a Concord e reiniciou sua advocacia; em um caso de destaque ele defendeu a liberdade religiosa dos Shakers, uma seita insular que estava sendo ameaçada com ações legais sobre acusações de abuso. Entretanto, seu papel como líder partidário continuou a tomar a maior parte de sua atenção. Ele continuou a disputar com Hale, que era estridentemente antiescravidão e havia sido contra a guerra com o México, posições que Pierce considerava como agitações desnecessárias.
A grande Cessão Mexicana de terras dividiu politicamente os Estados Unidos, com muitos nortenhos insistindo que a escravidão não fosse permitida nesses novos territórios, enquanto outros queriam que a escravidão ficasse barrada ao norte do Compromisso do Missouri. Ambas as ideias eram anátemas para os sulistas, com a controvérsia dividindo os democratas. Na Convenção Nacional Democrata de 1848, a maioria do partido indicou Lewis Cass como candidato para a presidência, enquanto uma minoria se separou e tornou-se o Partido do Solo Livre com o apoio do ex-presidente Van Buren. Os whigs escolheram o general Taylor da Luisiana, cujas visões sobre a maioria das questões políticas eram desconhecidas. Pierce apoiou Cass mesmo no passado tendo ficado com Van Buren, tendo discretamente recusado a indicação de vice-presidente na chapa do Solo Livre, e foi tão bem-sucedido em sua campanha que Taylor, mesmo eleito presidente, teve sua menor porcentagem de votos em Nova Hampshire.
O senador Clay, um Whig, esperava resolver a questão da escravidão com aquilo que ficou conhecido como o Compromisso de 1850, que daria vitórias tanto para escravocratas quanto para abolicionistas. A proposta foi paralisada no senado, com o senador Stephen A. Douglas de Illinois liderando um esforço para dividir a ideia em vários projetos de lei para que assim cada legislador votasse contra as partes que seu estado se opunha. Isto foi feito e os projetos foram aprovados, sendo ratificados pelo presidente Millard Fillmore, que havia sucedido Taylor depois deste ter morrido no começo de 1850. Pierce era fortemente a favor do Compromisso, realizando em dezembro de 1850 um discurso bem recebido em que comprometia-se a "União! Eterna União!". John Atwood, o candidato Democrata a governador de Nova Hampshire, emitiu no mesmo mês uma carta contra o Compromisso, com Pierce ajudando a reconvocar a convenção estadual e remover Atwood da chapa. Esse fiasco comprometeu a eleição para os democratas e o partido perdeu vários acentos legislativos. Mesmo assim, eles ainda mantiveram o controle de Nova Hampshire e estavam em boa posição para a iminente eleição presidencial.

## Eleição de 1852

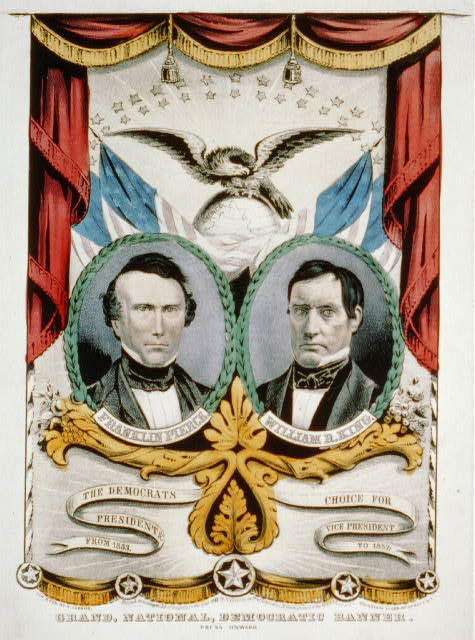
Pôster de campanha para a chapa Pierce e King na eleição de 1852.

Os democratas estavam divididos sobre a questão da escravidão enquanto a eleição presidencial de 1852 aproximava-se, apesar da maioria daqueles que tinham deixado o partido com Van Buren para formar o Partido Solo Livre nessa altura já tendo voltado. Era amplamente esperado que a Convenção Nacional Democrata terminasse em um empasse, com nenhum candidato conseguindo alcançar a necessária maioria de dois terços. Os democratas de Nova Hampshire, incluindo Pierce, apoiavam o ex-governador Woodbury, na época Associado de Justiça da Suprema Corte, como um candidato de meio-termo, porém a morte de Woodbury em setembro de 1851 abriu o caminho para os aliados de Pierce apresentá-lo como um candidato surpresa. Os democratas do estado achavam que, já que Nova Hampshire tinha sido o estado que mais constantemente alcançou maiorias para o partido, eles deveriam providenciar o candidato presidencial. Outros possíveis candidatos incluíam Douglas, Cass, William L. Marcy de Nova Iorque, James Buchanan da Pensilvânia, Sam Houston do Texas e Thomas Hart Benton do Missouri.
Pierce tinha vários obstáculos pela frente para ganhar a indicação mesmo tendo o apoio de seu estado natal, já que ele não tinha ocupado um cargo oficial em uma década e lhe faltava reputação nacional como seus oponentes. Ele publicamente declarou que tal indicação seria "totalmente repugnante para meus gostos e desejos", mas sabia que sua posição como líder partidário estaria em perigo se se recusasse a concorrer dado o desejo dos democratas de Nova Hampshire de ter um dos seus eleito presidente. Dessa forma Pierce discretamente permitiu que seus apoiadores fizessem campanha por ele, contanto apenas que seu nome não fosse colocado se algum dos favoritos estivesse aparentemente perto da vitória. Pierce escreveu cartas reiterando seu apoio ao Compromisso de 1850, incluindo o Decreto do Escravo Fugitivo, com o objetivo de ampliar sua base de apoio potencial dentre os sulistas.
A convenção se reuniu em Baltimore, Maryland, no dia 1º de junho e o impasse ocorreu como esperado. A primeira votação aconteceu em 3 de junho: dos 288 delegados, 116 votaram em Cass, 93 em Buchanan e o resto fico espalhado, sem nenhum voto para Pierce. As 34 votações seguintes ocorreram sem ninguém chegar perto da vitória e ainda nenhum voto para Pierce. Os apoiadores de Buchanan decidiram fazer com que seus delegados votassem em candidatos menores, incluindo Pierce, para demonstrar que nenhuma outra pessoa poderia vencer. Esperava-se que a convenção se unisse ao redor de Buchanan assim que os outros delegados percebessem essa estratégia. A tática acabou saindo pela culatra várias votações depois quando a Virgínia, Nova Hampshire e Maine passaram a apoiar Pierce; as forças restantes de Buchanan começaram a deserdar para Marcy, com Pierce alcançando a terceira posição rapidamente. O deputado James C. Dobbin da Carolina do Norte fez um discurso inesperado e eloquente de apoio a Pierce depois da 48ª votação, causando uma onda de apoio para o candidato surpresa. Pierce conseguiu todos os votos menos seis na votação seguinte e assim tornou-se a indicação Democrata para presidente. Os delegados selecionaram o senador William R. King de Alabama, apoiador de Buchanan, como parceiro de chapa e adotaram uma plataforma que rejeitava mais "agitações" sobre a questão da escravidão e apoiava o Compromisso de 1850.
Pierce mal acreditou nas notícias quando elas chegaram em Nova Hampshire, com sua esposa desmaiando. O filho do casal, Benjamin, escreveu uma carta para a mãe esperando que a candidatura do pai não fosse bem-sucedida, já que sabia que Jane não iria gostar de morar em Washington.

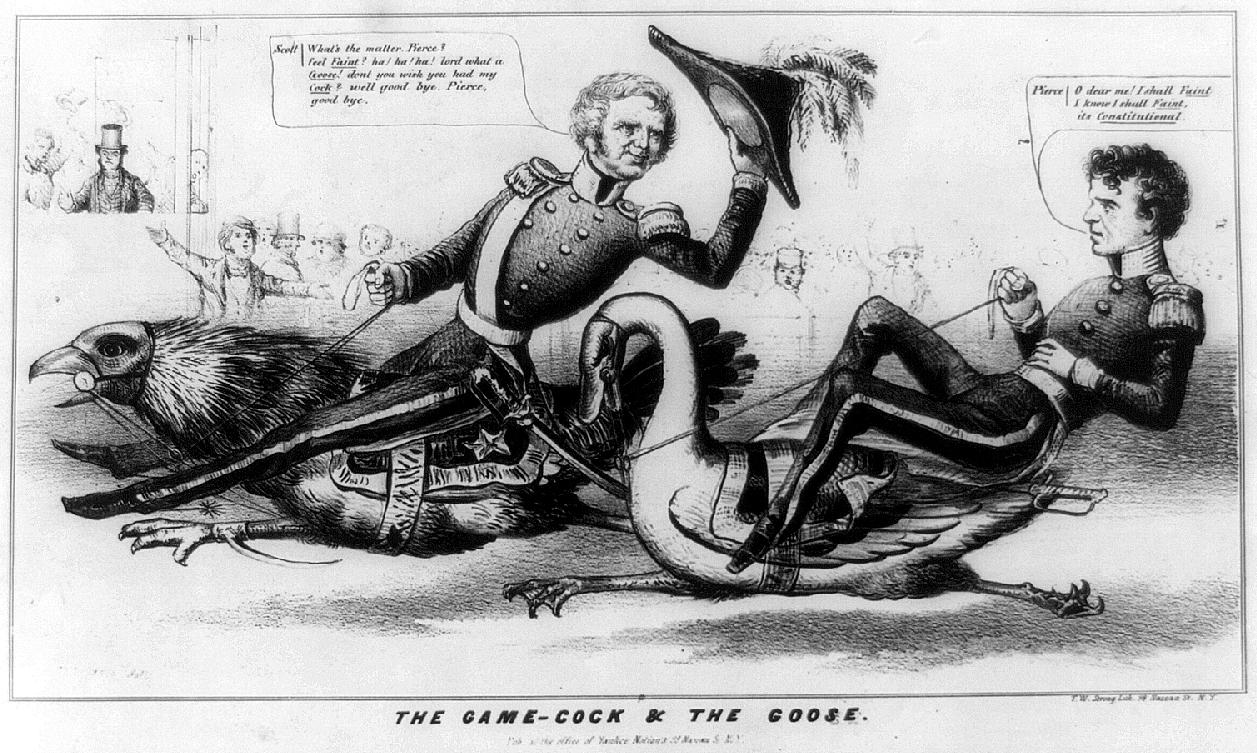
Caricatura de campanha anti-Pierce lhe representando como um homem fraco e covarde.

O candidato Whig era Scott, o general com quem Pierce serviu no México; seu parceiro de chapa era o então secretário da marinha William Alexander Graham. Os whigs não foram capazes de unificar suas facções da mesma maneira que os democratas tinham conseguido, com a convenção tendo adotado uma plataforma praticamente indistinguível daquela de seus oponentes, incluindo apoio ao Compromisso de 1850. Isso fez com que os membros do Solo Livre lançassem seu próprio candidato, o senador Hale, prejudicando os whigs. A falta de diferenças políticas reduziu a campanha para uma competição de personalidade, contribuindo para que a participação eleitoral fosse a menor desde 1836; de acordo com o biógrafo Peter A. Wallner, esta foi "uma das campanhas menos animadoras na história presidencial". Scott foi prejudicado pela falta de entusiasmo de whigs nortenhos antiescravidão sobre a plataforma partidária; Horace Greeley, o editor do New-York Tribune, resumiu a atitude de muitos quando escreveu sobre a plataforma Whig: "nós a desafiamos, execramos, cuspimos sobre".
Pierce manteve-se discreto para não atrapalhar a delicada unidade do partido, permitindo que seus aliados conduzissem a campanha. Era costume que os candidatos não aparentassem querer o cargo, dessa forma não fez campanha pessoalmente. Seus oponentes lhe caricaturaram como um covarde e alcoólatra ("o herói de de muitas garrafas bem travadas") que também era anticatólico. Enquanto isso, Scott atraía pouco apoio dos whigs, que estavam divididos sobre o Compromisso e o achavam um orador público terrível e propenso a gafes. Os democratas por outro lado estavam confiantes. Isso mostrou-se verdadeiro pois Scott só venceu nos estados do Kentucky, Tennessee, Massachusetts e Vermont, terminando com 42 votos eleitorais enquanto Pierce ficou com 254. O candidato Democrata também recebeu 50,9% dos 3,2 milhões de votos individuais. Um bloco considerável do Solo Livre votou em Hale, que conseguiu 4,9% do voto popular. Os democratas também conseguiram assumir maiorias no Congresso.

## Presidência

### Tragédia e início

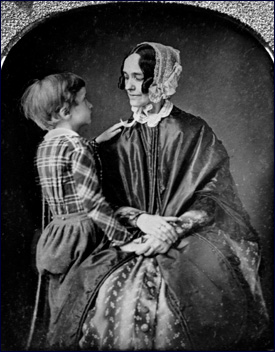
Jane e Benjamin Pierce, cuja morte pairou sobre o mandato de Pierce.

Pierce começou seu mandato presidencial em luto. Em 6 de janeiro de 1853, semanas após sua eleição, a família estava viajando de trem de Boston quando seu vagão descarrilhou e rolou para baixo de um terraplano perto de Andover, Massachusetts. Pierce e Jane sobreviveram, porém nos destroços eles descobriram que Benjamin, seu filho de onze anos, tinha sido esmagado até a morte e seu corpo quase decapitado. Pierce não conseguiu esconder a cena terrível de sua esposa. Ambos sofreram de profunda depressão, algo que provavelmente afetou sua performance como presidente. Jane perguntou-se se o acidente de trem tinha sido uma punição divina por seu marido ter ido atrás e aceitado um alto cargo político. Ela escreveu uma longa carta de desculpas para "Benny" por suas falhas como mãe. Jane evitaria realizar funções sociais durante seus primeiros dois anos como primeira-dama, fazendo sua estreia pública na função para grande recepção positiva no ano novo de 1855 na Casa Branca.
Jane permaneceu em Nova Hampshire enquanto Pierce partiu para sua cerimônia de posse. Ele foi o mais jovem presidente norte-americano até então, escolhendo afirmar seu juramento do cargo em um livro de leis em vez de jurá-lo sobre uma bíblia, diferentemente de seus predecessores e sucessores com a exceção de John Quincy Adams. Foi o primeiro presidente a realizar todo seu discurso de posse apenas de memória. Pierce saudou a chegada de uma era de paz e prosperidade para o país e pediu por uma afirmação dos interesses dos Estados Unidos nas relações exteriores, incluindo "eminentemente importantes" aquisições de novos territórios. "A política de minha Administração", ele falou, "não será dissuadida por quaisquer pressentimentos tímidos do mal da expansão". Pierce evitou usar a palavra "escravidão", enfatizando seu desejo de resolver a "importante questão" e manter uma união pacífica. Ele também falou de sua tragédia pessoal, dizendo à multidão: "Vós me convocaram em minha fraqueza, vós deveis me sustentar por sua força".

### Administração
Os democratas estavam disputando entre si os frutos da vitória e Pierce procurou unir o partido com suas nomeações para o Gabinete. A maioria do partido originalmente não tinha apoiado sua indicação, com alguns tendo ido para o Solo Livre a fim de conquistar vitórias nas eleições locais. O novo presidente decidiu conceder algumas nomeações a cada facção dos democratas, mesmo aqueles que não tinham apoiado o Compromisso de 1850.

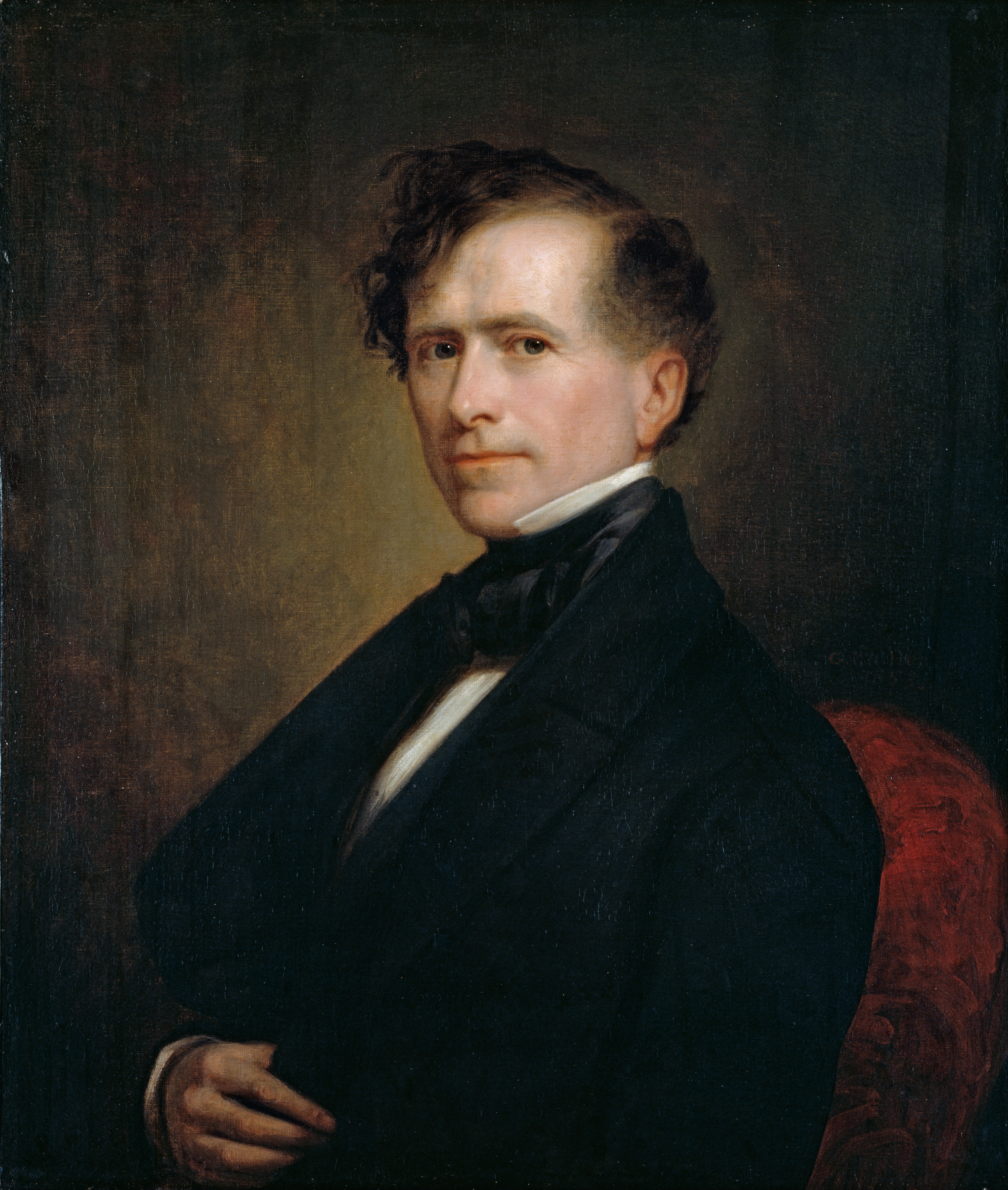
Retrato de Pierce em 1853 por George Peter Alexander Healy.

Todas as nomeações de Pierce para seu gabinete foram confirmadas unanimemente pelo Senado. O presidente passou as primeiras semanas de seu mandato passando por diversos cargos federais mais baixos que precisavam ser preenchidos. Ele procurou representar todas as facções do partido, porém não era capaz de satisfazer todas. Partidários não conseguiram garantir posições para seus amigos, algo que deixou os democratas inquietos e impulsionou a amargura entre as facções. Jornais nortenhos logo começaram a acusar Pierce de preencher seu governo com secessionistas pró-escravidão, enquanto jornais sulistas o acusavam de ser um abolicionista.
O faccionalismo entre os democratas a favor e contra a nova administração aumentou rapidamente, especialmente em Nova Iorque. Os mais conservadores democratas Casca Dura de Nova Iorque eram extremamente céticos sobre o governo de Pierce, que era associado com Marcy, que tornou-se Secretário de Estado, e também com a facção nova-iorquina mais moderada, os democratas Casca Mole.
Buchanan tinha pedido para Pierce consultar King sobre a seleção do Gabinete, mas o presidente não fez isso; Pierce e King nunca se comunicaram depois de junho de 1852 quando ambos foram selecionados como candidatos. O vice-presidente estava seriamente doente com tuberculose no começo de 1853 e foi para Cuba tentar se recuperar. Entretanto, sua condição piorou e o Congresso aprovou uma lei especial permitindo que ele fosse empossado diante do cônsul norte-americano em Havana em 24 de março, vinte dias depois da posse do presidente. King queria morrer em casa e voltou para sua fazenda no Alabama em 17 de abril, morrendo no dia seguinte. O cargo de vice-presidente ficou vago pelo restante do mandato de Pierce pois a Constituição dos Estados Unidos na época não tinha nenhuma provisão acerca do preenchimento de uma vacância, fazendo com que o presidente pro tempore do Senado fosse o seguinte na linha sucessória.
Pierce procurou comandar um governo mais eficiente e responsável do que seus predecessores. Os membros de seu Gabinete implementaram um proto-sistema de examinação de serviço civil que foi um precursor Decreto Pendleton de três décadas depois. O Departamento do Interior foi reformado pelo secretário Robert McClelland, que sistematizou as operações, expandiu o uso de registros em papel e combateu fraudes. Outra das reformas de Pierce foi a expansão do papel do Procurador-Geral na nomeação de juízes federais e procuradores, algo que foi um passo importante no desenvolvimento eventual do Departamento de Justiça. Existia também uma vacância na Suprema Corte – Fillmore não tinha conseguido que suas indicações fossem aprovadas pelo Senado, tendo também oferecido a posição ao senador Judah P. Benjamin da Luisiana, que recusou. Pierce também ofereceu o cargo a Benjamin, que continuou a recusar a nomeação, fazendo com que o presidente indicasse John Archibald Campbell, um defensor dos direitos dos estados; esta seria a única nomeação de Pierce para a Suprema Corte.

### Tesouro e melhoramentos
Pierce encarregou James Guthrie, o Secretário do Tesouro, de reformar o Tesouro nacional, que na época era gerido de forma ineficiente e com muitas contas não resolvidas. Guthrie aumentou a supervisão sobre os funcionários do Tesouro e dos coletores de impostos, muitos dos quais estavam retendo dinheiro do governo. Vários grandes depósitos em bancos particulares tinham sido feitos durante as administrações whigs mesmo existindo leis exigindo que o dinheiro fosse mantido no Tesouro. Guthrie tomou de volta essas quantias e procurou processar funcionários corruptos, obtendo um sucesso misto.
Jefferson Davis, o Secretário da Guerra, realizou pesquisas à pedido de Pierce com o Corpo de Engenheiros Topógrafos sobre possíveis rotas ferroviárias transcontinentais pelo país. O Partido Democrata há muito rejeitava apropriações federais para melhoramentos internos, porém Davis achou que tal projeto poderia ser justificado como um objetivo constitucional para a segurança nacional. O secretário também despachou o Corpo de Engenheiros do Exército para supervisionar projetos de construção no Distrito de Columbia, incluindo a expansão do edifício do Capitólio dos Estados Unidos e também a construção do Monumento a Washington.

### Exterior e exército
A administração de Pierce alinhou-se com o movimento expansionista Jovem América, com Marcy liderando o avanço. O secretário procurou apresentar ao mundo uma imagem distintamente norte-americana e republicana. Ele publicou um manifesto recomendando que os diplomatas dos Estados Unidos usassem "a roupa simples de um cidadão americano" em vez dos elaborados uniformes diplomáticos vestidos nas cortes da Europa, além de que apenas cidadãos norte-americanos fossem contratados para trabalhar em consulados. Marcy recebeu elogios internacionais por sua carta de 73 páginas defendendo o refugiado austríaco Martin Koszta, que fora capturado no exterior pelo governo do Império Austríaco apesar de suas intenções de tornar-se um cidadão dos Estados Unidos.
| Gabinete de Pierce          |                   |           |
| Cargo                       | Nome              | Mandato   |
|                             |                   |           |
| Presidente                  | Franklin Pierce   | 1853–1857 |
| Vice-Presidente             | William R. King   | 1853      |
|                             | Ninguém           | 1853–1857 |
|                             |                   |           |
| Secretário de Estado        | William L. Marcy  | 1853–1857 |
|                             |                   |           |
| Secretário do Tesouro       | James Guthrie     | 1853–1857 |
|                             |                   |           |
| Secretário da Guerra        | Jefferson Davis   | 1853–1857 |
|                             |                   |           |
| Procurador-Geral            | Caleb Cushing     | 1853–1857 |
|                             |                   |           |
| Diretor-Geral dos Correiros | James Campbell    | 1853–1857 |
|                             |                   |           |
| Secretário da Marinha       | James C. Dobbin   | 1853–1857 |
|                             |                   |           |
| Secretário do Interior      | Robert McClelland | 1853–1857 |

Davis defendia uma rota transcontinental pelo sul e persuadiu Pierce a enviar o magnata ferroviário James Gadsden até o México a fim de comprar terras para uma potencial ferrovia. Gadsden também foi encarregado de renegociar as provisões do Tratado de Guadalupe Hidalgo, que exigia que os Estados Unidos impedissem ataques de nativos americanos ao México a partir do Território do Novo México. O empresário negociou em dezembro de 1853 um tratado com o presidente Antonio López de Santa Anna, comprando uma grande extensão de terra no sudoeste norte-americano. As negociações quase fracassaram pela expedição não autorizada de William Walker para o território mexicano, com uma cláusula sendo incluída comprometendo os Estados Unidos a combater ações futuras desse tipo. O Congresso reduziu a Compra Gadsden para a região que atualmente forma a porção sul do estado do Arizona e parte do sul do Novo México; o preço foi reduzido de quinze para dez milhões de dólares. O Congresso também incluiu uma cláusula de proteção para o cidadão Albert G. Sloo, cujos interesses foram prejudicados pela compra. Pierce era contra utilizar dinheiro federal para sustentar indústrias particulares e não apoiou a versão final do tratado, que ele ratificou mesmo assim. A aquisição levou os Estados Unidos Continentais às suas fronteiras atuais, exceto por posteriores ajustes menores.
As relações com o Reino Unido eram tensas, com pescadores norte-americanos sentindo-se ameaçados pelo reforçamento cada vez maior da Marinha Real Britânica nas águas canadenses. Marcy chegou a um acordo comercial recíproco com John Crampton, embaixador britânico em Washington, que reduziria a necessidade de reforçamento agressivo na costa. Buchanan foi enviado como embaixador para Londres a fim de pressionar o governo do Reino Unido, que estava bem lento no apoio ao novo tratado. Um tratado de reciprocidade favorável foi ratificado em agosto de 1854, algo que Pierce viu como um primeiro passo para a anexação norte-americana do Canadá. Enquanto a administração negociava com o Reino Unido sobre a fronteira entre o Canadá e os Estados Unidos, os interesses norte-americanos também estavam sendo ameaçados na América Central, onde o Tratado Clayton-Bulwer de 1850 tinha falhado em parar a expansão da influência britânica na região. Alcançar uma vantagem sobre o Reino Unido no continente era uma parte chave dos objetivos expansionistas de Pierce.
Os cônsules britânicos nos Estados Unidos tentaram em 1854 recrutar norte-americanos para lutar na Guerra da Crimeia, uma violação das leis de neutralidade, com Pierce eventualmente expulsando Crampton e outros três cônsules do país. O Reino Unido não expulsou Buchanan como retaliação, surpreendendo o presidente. Em seu discurso ao Congresso em dezembro de 1855, Pierce estabeleceu o caso norte-americano de que os britânicos tinham violado o Tratado Clayton-Bulwer. Buchanan afirmou que Reino Unido ficou surpreso pela mensagem e estava repensando suas políticas. O embaixador mesmo assim não conseguiu fazer com que os britânicos abrissem mão de suas possessões na América Central. O tratado com o Canadá foi ratificado pelo Congresso, pelo Parlamento do Reino Unido e pelas legislaturas coloniais canadenses.
A administração de Pierce despertou apreensões seccionais quando três diplomatas norte-americanos na Europa esboçaram uma proposta para o presidente comprar Cuba da Espanha por 120 milhões de dólares, também justificando o "arrebatamento" do território caso os espanhóis recuassem a oferta. A publicação do Manifesto de Ostende, que havia sido escrito por insistência de Marcy, provocou o desprezo de nortenhos que o viram como uma tentativa de anexar uma possessão escravagista a fim de promover os interesses sulistas. Isto ajudou a descreditar a política expansionista do destino manifesto que o Partido Democrata frequentemente apoiava.
Pierce era a favor da expansão e reorganização substancial do exército. Davis e James C. Dobbin, o Secretário da Marinha, achavam que o Exército e a Marinha dos Estados Unidos estavam em condições ruins, com forças insuficientes, relutantes em adotar novas tecnologias e com gerenciamento ineficiente. O comodoro Matthew C. Perry visitou o Japão durante a presidência de Pierce (uma viagem originalmente planejada sob Fillmore) em um esforço para expandir o comércio para o oriente. Perry queria invadir a Ásia pela força, porém Pierce e Dobbin insistiram pela diplomacia. O comodoro assinou um tratado modesto com os japoneses que foi ratificado com sucesso. O lançamento em 1856 do USS Merrimack, uma das seis novas fragatas a vapor da marinha, foi um dos dias "mais pessoalmente satisfatórios" de Pierce no cargo.

### Bleeding Kansas

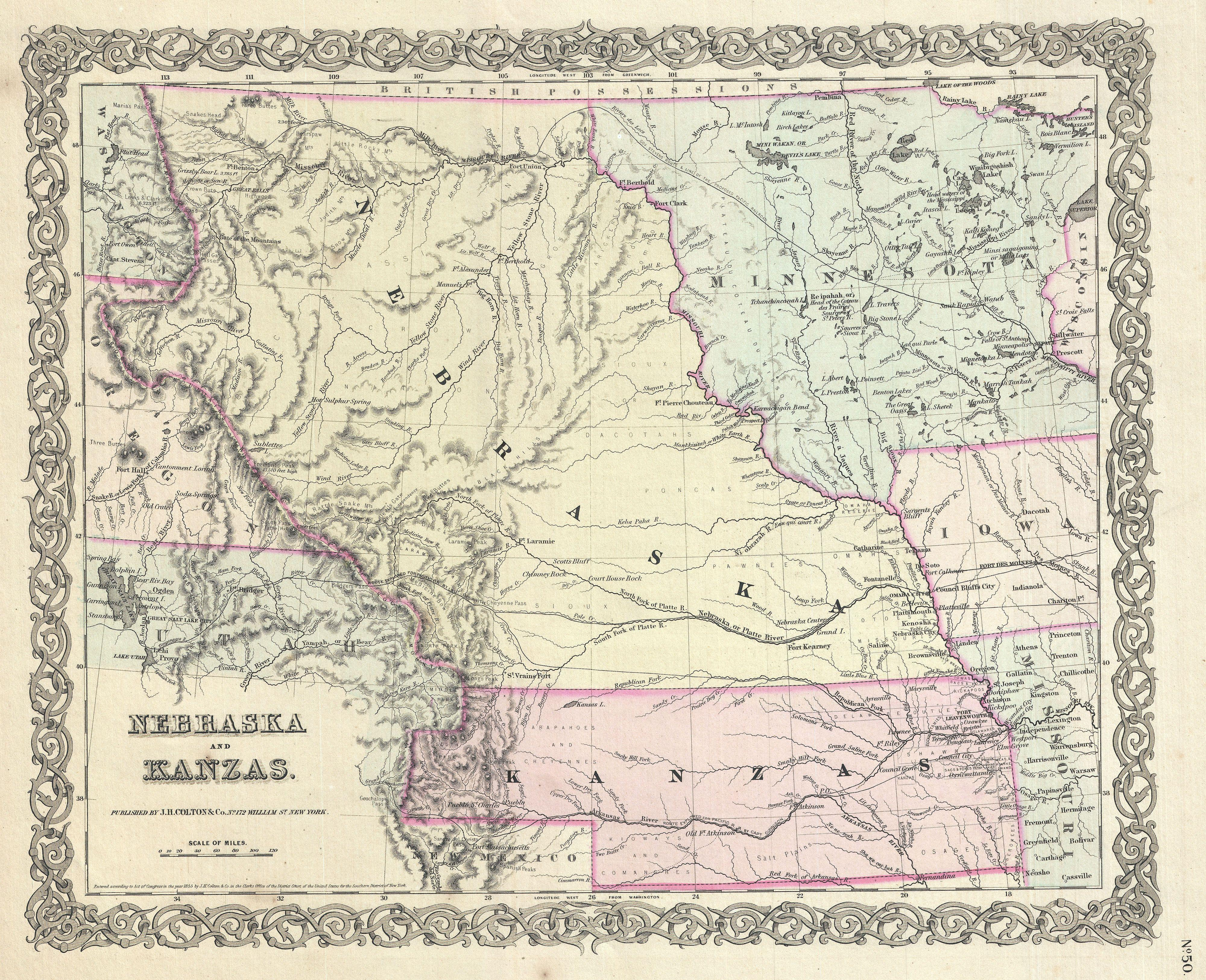
O Ato de Kansas-Nebraska organizou os territórios do Kansas (em rosa) e de Nebraska (em amarelo).

O maior desafio ao equilíbrio do país durante o mandato de Pierce era a aprovação do Ato de Kansas-Nebraska. Uma parte crucial dos planos de expansão ocidental de Douglas era organizar o praticamente não-povoado Território do Nebraska, que ia desde o Missouri até as Montanhas Rochosas e a partir do norte do Texas até a atual fronteira com o Canadá. Ele queria uma ferrovia transcontinental para ligar Chicago, Illinois, até a Califórnia e atravessando o vasto território ocidental. Era necessário organizar a região para povoamento já que a terra não seria avaliada e colocada à venda até que um governo territorial fosse autorizado. Aqueles que viviam em estados escravagistas nunca tinham ficado contentes com a limitação imposta sobre a escravidão no oeste do país, achando que ela deveria expandir-se para os territórios que, em parte, haviam sido adquiridos com sangue e dinheiro sulistas. Douglas e seus aliados planejavam organizar a região e permitir que os colonos decidissem se iriam ou não permitir a escravidão. Isto iria revogar o Compromisso do Missouri de 1820, já que a maior parte da linha 36°30′ N fora determinada como "livre" de escravos. O território seria dividido em uma parte norte chamada Nebraska e uma parte sul chamada Kansas, com a expectativa sendo de que Nebraska proibiria a escravidão enquanto o Kansas permitiria. Os políticos sulistas tinham o ponto de vista que o Compromisso de 1850 já tinha anulado o Compromisso do Missouri ao admitir a Califórnia como um estado livre de escravos, incluindo sua porção ao sul da linha do compromisso.
Pierce desejava organizar o Território do Nebraska sem explicitamente abordar a questão da escravidão, mas Douglas não conseguiu adquirir apoio sulista suficiente para realizar isso. O presidente era cético sobre o projeto de lei, estando ciente que o norte iria criar grande oposição. Douglas e Davis mesmo assim o convenceram a apoiá-lo. Senadores nortenhos como Salmon P. Chase de Ohio e Charles Sumner de Massachusetts lutaram avidamente contra o projeto, aproveitando-se do sentimento público no Norte contra a medida. Os nortenhos também tiveram suspeitas sobre a Compra Gadsden, o movimento para a anexação de Cuba e a influência de membros escravagistas do gabinete presidencial como Davis, vendo o projeto de lei de Nebraska como parte de uma agressão sulista. O resultado foi uma tempestade política que danificou seriamente a presidência de Pierce.
Pierce e seu governo usaram ameaças e promessas para manterem a maioria dos democratas a favor do projeto. Os whigs se dividiram em linhas seccionais; o conflito os destruiu como um partido nacional. O Ato de Kansas-Nebraska foi aprovado em maio de 1854 e viria a definir a presidência de Pierce. O tumulto político que se seguiu a aprovação viu a curta influência do nativista e anticatólico Partido Americano, frequentemente chamado de Know Nothing, e também a fundação do Partido Republicano.

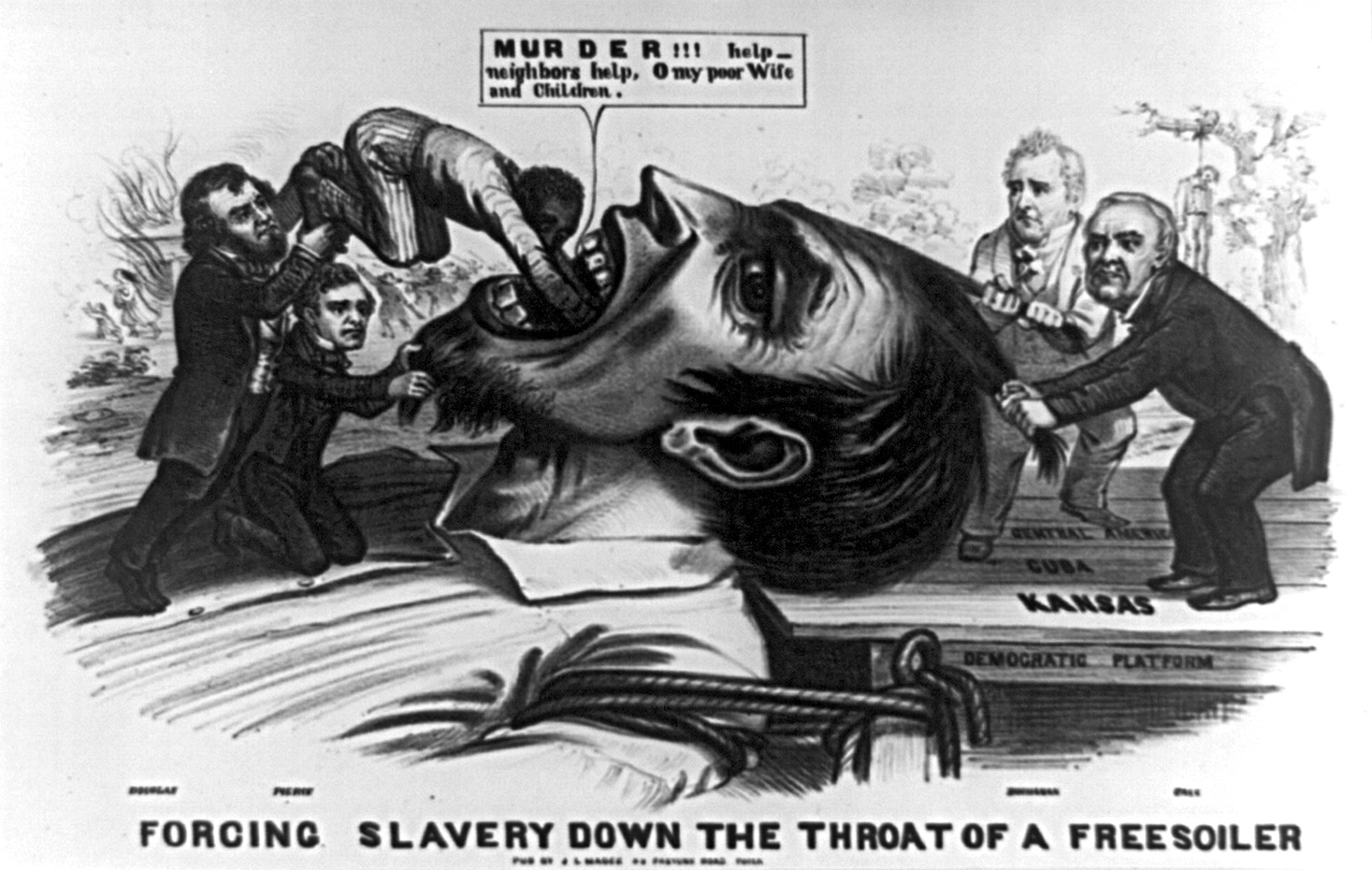
Os nortenhos ressentiram a tentativa de Pierce de expandir a escravidão para Kansas, Nebraska e Cuba. Esta caricatura de 1856 mostra um partidário do Solo Livre sendo segurado por Pierce, Buchanan e Cass enquanto Douglas enfia a "Escravidão" pela garganta.

Colonos dos dois lados da questão correram para os territórios a fim de garantir o resultado que desejavam na votação, mesmo enquanto o ato ainda estava sendo debatido. A aprovação da lei resultou em tanta violência entre os grupos que o território ficou conhecido como Bleeding Kansas (em português: Sangria do Kansas). Milhares de rufiões pró-escravidão vieram do Missouri para votar nas eleições territoriais apesar de eles não serem residentes do Kansas, dando a vitória para seu lado. Pierce apoiou o resultado apesar dos casos irregulares. Quando aqueles contra a escravidão estabeleceram um governo sombra e rascunharam a Constituição de Topeka, o presidente chamou essas ações de uma rebelião. Pierce continuou a reconhecer a legislatura pró-escravidão, que era dominada por democratas, mesmo depois de um comitê investigativo do Congresso ter determinado que as eleições foram ilegítimas. Ele despachou tropas federais para colocar um fim no governo de Topeka.
A aprovação do ato coincidiu com a captura do escravo fugitivo Anthony Burns em Boston. Os nortenhos se uniram em apoio a Burns, porém Pierce estava determinado em seguir o Ato do Escravo Fugitivo à letra, enviando tropas federais para garantir seu retorno ao seu dono na Virgínia apenas de multidões furiosas no caminho.
As eleições de 1854 e 1855 para o Congresso foram devastadoras para os democratas e whigs. Os democratas perderam praticamente todos os estados fora do sul. Os oponentes do governo no norte trabalharam juntos para colocarem membros da oposição no Congresso, mas apenas alguns whigs nortenhos conseguiram se eleger. Os Know-Nothings elegeram o governador, todos os três deputados federais, dominaram a legislatura estadual e colocaram Hale de volta no Senado apenas em Nova Hampshire, o tradicional reduto leal dos democratas. O fervor anti-imigração levou os Know-Nothings ao seu maior número até então, com alguns nortenhos tendo sido eleitos sob os auspícios do novo Partido Republicano.

### Eleição de 1856
Pierce estava totalmente crente que seria renomeado pelos democratas para a eleição de 1856. Na realidade, suas chances de vencer a indicação eram poucas e ainda menores para a reeleição. Seu governo era amplamente repugnado pelo Norte devido à oposição ao Ato de Kansas-Nebraska, com os líderes democratas estando cientes da vulnerabilidade eleitoral de Pierce. Mesmo assim, seus apoiadores começaram a planejar uma aliança com Douglas a fim de impedir que Buchanan fosse o indicado. Este tinha conexões políticas sólidas e esteve fora do país durante a maior parte da presidência de Pierce, deixando-o imaculado pelas controvérsias.
As votações na Convenção Nacional Democrata começaram em 5 de junho, com Pierce esperando uma pluralidade senão a necessária maioria de dois terços. Ele recebeu apenas 122 votos na primeira votação, muitos dos quais vindos do sul, contra 135 para Buchanan e o resto indo para Cass e Douglas. Mais catorze votações ocorreram até a manhã do dia seguinte, porém nenhum dos candidatos conseguiu alcançar os dois terços. O apoio para Pierce estava caindo lentamente a cada votação e ele direcionou que seus apoiadores fossem para o lado de Douglas, retirando seu nome em uma última tentativa a fim de derrotar Buchanan. Douglas tinha então 43 anos de idade e achava que poderia ser indicado em 1860 se permitisse que Buchanan concorresse desta vez, recebendo garantias dos apoiadores deste que isso seria o caso. Douglas retirou seu nome depois de mais duas votações, deixando Buchanan como o vencedor. A convenção emitiu uma resolução de "aprovação sem reservas" elogiando a administração de Pierce como um meio de amortecer o golpe e também selecionou seu aliado o ex-deputado John C. Breckinridge de Kentucky como o candidato à vice-presidência.
Pierce apoiou Buchanan, porém os dois permaneceram distantes; o presidente esperava resolver a questão do Kansas até novembro a fim de melhorar as chances dos democratas na eleição. Ele nomeou John W. Geary como governador territorial, algo que instigou a ira dos legisladores pró-escravidão. Geary conseguiu restaurar a ordem na região, mas o dano eleitoral já estava feito – os republicanos usaram "Bleeding Kansas" como slogan de campanha e também o ataque brutal que o senador Charles Sumner sofreu do deputado Preston Brooks com uma bengala. Buchanan e Breckinridge foram eleitos, apesar da porcentagem democrata no voto popular no norte caiu de 49,8% em 1852 para 41,4%, com Buchanan vencendo em apenas cinco dos dezesseis estados enquanto Pierce tinha vencido em catorze. Em três desses, a vitória Democrata ocorreu por causa de uma divisão entre o ex-senador John C. Frémont, o candidato republicano, e o ex-presidente Fillmore, candidato Know Nothing.
Pierce não moderou sua retórica depois de perder a indicação. Ele firmemente atacou os republicanos abolicionistas durante sua última mensagem ao Congresso em dezembro de 1856. O presidente aproveitou a oportunidade para defender sua política fiscal e exaltar suas relações pacíficas com outros países. O Congresso aprovou projetos de lei durante os últimos dias da administração de Pierce para aumentar o salário de oficiais do exército e construir novos navios de guerra, também expandindo o número de marinheiros alistados. Também foi aprovada uma redução de tarifas que há muito ele procurava. Pierce e seu gabinete deixaram os cargos em 4 de março de 1857, a única instância na história presidencial norte-americana que todos os membros originais de um gabinete permaneceram por todo o mandato de quatro anos.

## Últimos anos

### Pós-presidência

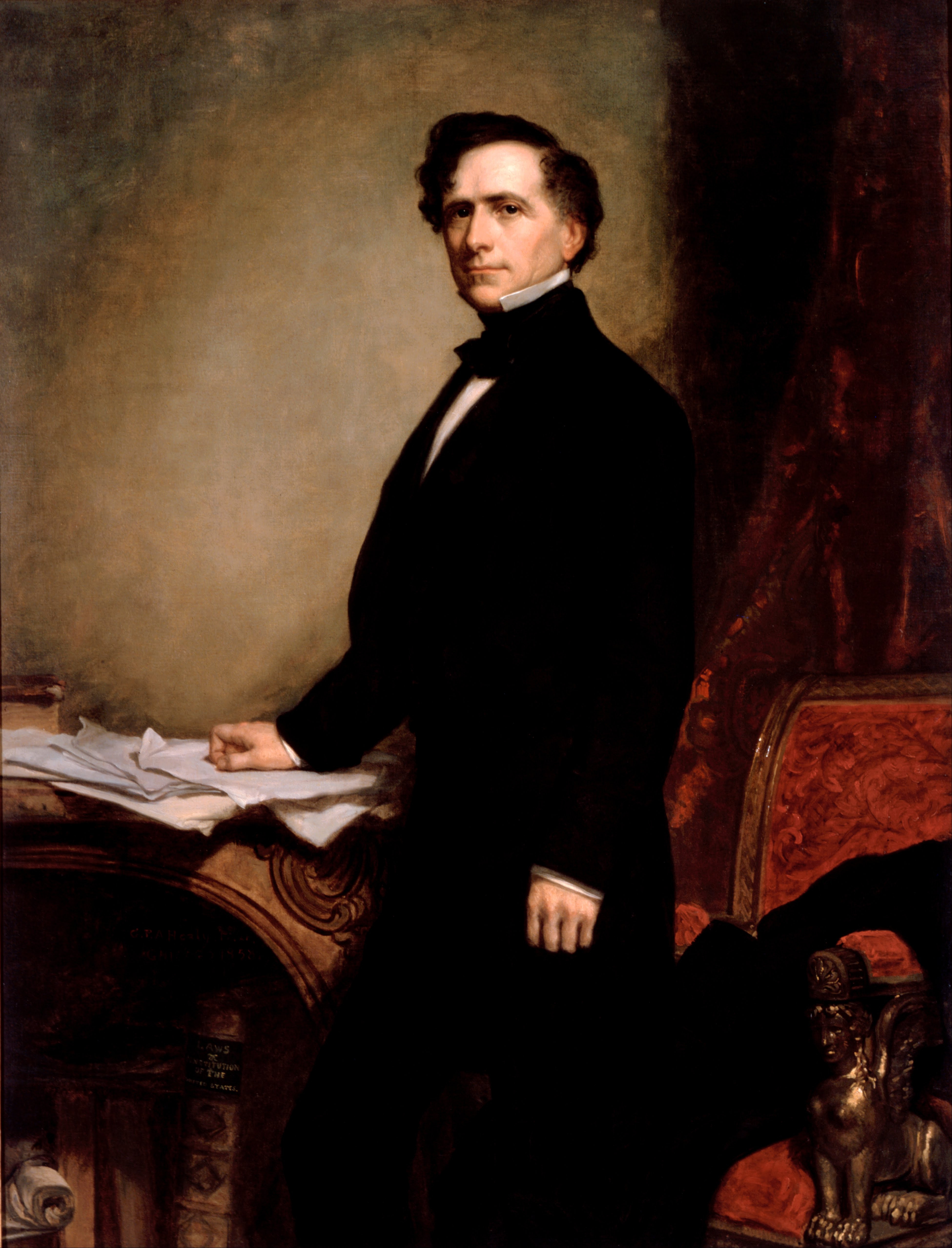
Retrato oficial da Casa Branca de Pierce, por George Peter Alexander Healy em 1858. O ex-presidente permaneceu uma figura política vocal.

A família Pierce permaneceu em Washington por mais dois meses após deixarem a Casa Branca, morando junto com o agora ex-secretário Marcy. Buchanan mudou de curso da administração de Pierce, substituindo todas as suas nomeações. Os Pierce eventualmente mudaram-se para Portsmouth em Nova Hampshire, onde o ex-presidente começou a especular imóveis. Ele e Jane passaram os três anos seguintes viajando à procura de um clima mais quente, começando por um período em Madeira, Portugal, seguido por viagens pela Europa e Bahamas. Pierce visitou em Roma seu amigo Hawthorne; os dois homens passaram muito tempo juntos e o autor achou que o ex-presidente estava tão alegre quanto antes.
Pierce nunca perdeu contato com a política, regularmente comentando sobre o conflito sectário dos Estados Unidos. Ele insistiu que os abolicionistas do norte recuassem para impedir que o sul entrasse em secessão, escrevendo que o derramamento de sangue de uma guerra civil não iria "ser apenas ao longo da linha de Mason e Dixon", porém "dentro de nossas próprias fronteiras e nossas próprias ruas". Pierce também criticou pastores protestantes da Nova Inglaterra que apoiavam a abolição e candidatos republicanos por sua "heresia e traição". A ascensão do Partido Republicano forçou os democratas a defenderem o ex-presidente; Douglas afirmou que Pierce era "um homem de integridade e honra" em 1858 durante seus debates com o ex-deputado Abraham Lincoln.
Enquanto a Convenção Nacional Democrata de 1860 se aproximava, alguns pediram para Pierce concorrer como um candidato de meio-termo que poderia unificar o partido, mas o ex-presidente recusou. Douglas tinha dificuldades em atrair o apoio do sul, com Pierce apoiando seu ex-procurador-geral Caleb Cushing e depois Breckinridge como alternativas em potencial, porém sua prioridade era unificar os democratas. O partido foi profundamente derrotado na presidência por Lincoln, o candidato republicano. Pierce observou enquanto vários estados do sul planejavam separar-se nos meses anteriores à posse de Lincoln em 4 de março de 1861. O juiz John Archibald Campbell da Suprema Corte pediu para que o ex-presidente viajasse até o Alabama e discursasse perante a convenção de secessão. Ele recusou por causa de doença, porém enviou uma carta pedindo para o povo do estado permanecer na União, dar ao norte tempo de revogar leis contra os interesses sulistas e que encontrassem um terreno em comum.

### Guerra de Secessão
Depois dos esforços para impedir a Guerra de Secessão terminaram no ataque ao Forte Sumter, os democratas nortenhos, incluindo Douglas, apoiaram o plano de Lincoln de trazer o sul de volta à União pela força. Pierce queria evitar a guerra à qualquer custo e escreveu a Van Buren propondo uma reunião dos ex-presidentes para resolver a questão, porém sua sugestão não foi levada adiante. Ele escreveu para sua esposa que "Eu não irei de qualquer forma ou em qualquer extensão justificar, sustentar ou manter esta guerra cruel, sem coração, sem sentido e desnecessária". Pierce publicamente se opôs à ordem de Lincoln de suspender o mandato de habeas corpus, argumentando que o país não deveria abandonar a proteção de suas liberdades civis mesmo em tempos de guerra. Esta posição lhe rendeu admiradores com os democratas Nortenhos da Paz, mas outros viram essas ações como uma confirmação do viés sulista do ex-presidente.
Pierce viajou para o Michigan em setembro de 1861, visitando seu ex-secretário McClelland, o ex-senador Cass e outros. J. A. Roys, um vendedor de livros de Detroit, enviou uma carta para William H. Seward, o Secretário de Estado de Lincoln, acusando o ex-presidente de se encontrar com pessoas desleais, afirmando ter ouvido sobre um complô para derrubar o governo e estabelecer Pierce como presidente. Mais tarde no mesmo mês, o jornal pró-governo Detroit Tribune publicou um artigo chamando Pierce de "um espião traidor", dizendo também que ele era membro dos pró-Confederados Cavaleiros do Círculo Dourado. Nenhuma conspiração desse tipo existiu, mas Guy S. Hopkins, um apoiador do ex-presidente, enviou uma carta ao Tribune fingindo ser um cavaleiro da ordem e indicando que o "Presidente P." era parte de um complô contra a União. Hopkins queria que o jornal publicasse as acusações, momento em que iria assumir autoria e faria os editores do Tribune parecerem culpados e partidários. Em vez disso, os editores repassaram a carta para oficiais do governo. Seward ordenou a prisão de possíveis "traidores" no Michigan, incluindo Hopkins. Este confessou a autoria da carta e admitiu que era falsa, porém mesmo assim o secretário escreveu ao ex-presidente exigindo saber se as acusações eram verdadeiras. Pierce as negou e Seward rapidamente voltou atrás. Jornais republicanos mais tarde publicaram a carta, com Pierce decidindo que era necessário limpar seu nome publicamente. Quando Seward recusou liberar publicamente suas correspondências, Pierce revelou sua raiva ao fazer com que seu aliado o senador Milton Latham da Califórnia lesse as cartas para os registros do Congresso, constrangendo o governo.
Pierce ficou ainda mais irritado pela instituição da convocação militar e pela prisão do democrata anti-governo Clement Vallandigham, com o ex-presidente discursando em julho de 1863 para democratas de Nova Hampshire vilificando Lincoln: "Quem, eu pergunto, vestiu o Presidente com poder para ditar a qualquer um de nós quando devemos ou quando podemos falar, ou ficar em silêncio sobre qualquer assunto, e especialmente em relação à conduta de qualquer funcionário público?". Seus comentários foram mal-recebidos em boa parte do norte, especialmente porque suas críticas a Lincoln coincidiram com as vitórias da União na Batalha de Gettysburg e no Cerco de Vicksburg. A reputação de Pierce no norte dos Estados Unidos foi danificada ainda mais no mês seguinte quando a fazenda de Davis, o presidente Confederado, no Mississippi foi tomada por soldados da União. Fora parar na imprensa toda a correspondência entre o ex-presidente e seu ex-secretário, datando de tempos antes da guerra, revelando a grande amizade entre os dois e prevendo que uma guerra civil iria resultar em insurreições no norte. As palavras de Pierce endureceram o sentimento abolicionista contra ele.
Jane morreu de tuberculose em dezembro de 1863, sendo enterrada no Old North Cemetery em Concord. Pierce ficou ainda mais abalado pela morte de Hawthorne em maio do ano seguinte; os dois estavam juntos quando o autor morreu repentinamente. De forma controversa, Hawthorne tinha dedicado seu último livro ao ex-presidente. Alguns democratas novamente tentaram colocar o nome de Pierce para consideração na eleição de 1864, porém ele manteve distância e Lincoln facilmente foi reeleito. Uma multidão reuniu-se do lado de fora da casa de Pierce em Concord quando espalharam-se as notícias do assassinato de Lincoln em abril de 1865, com o povo exigindo saber o motivo do ex-presidente não ter hasteado uma bandeira como gesto de luto. Pierce ficou furioso, expressando tristeza pela morte do presidente mas negando a necessidade de qualquer gesto público. Ele afirmou que seu histórico de serviço militar e público provava seu patriotismo, algo que foi suficiente para aquietar a multidão.

### Morte

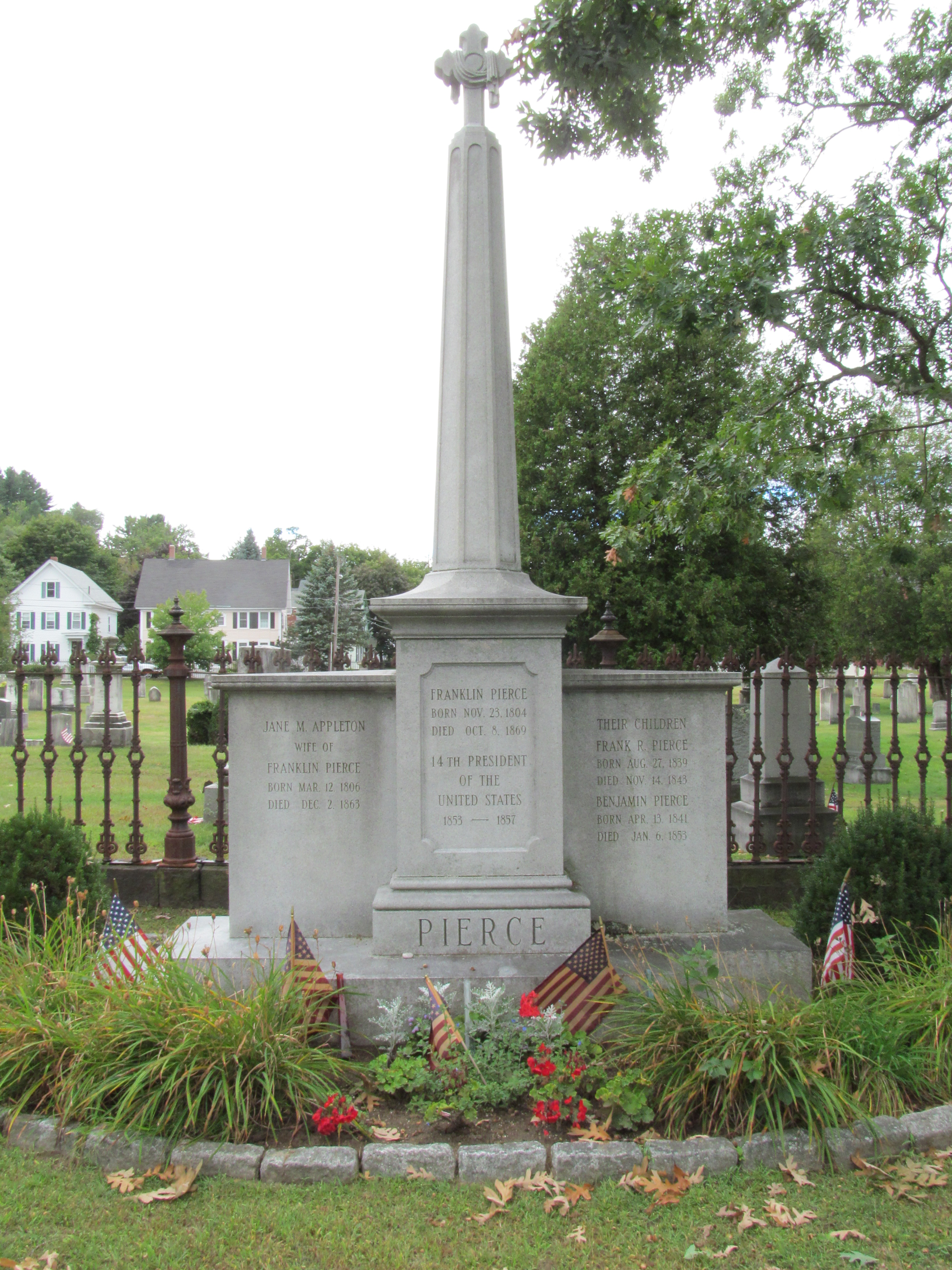
Túmulo de Pierce, Jane e seus filhos Frank e Benjamin em Concord.

O alcoolismo de Pierce agravou sua saúde durante seus últimos anos de vida, com ele ficando cada vez mais espiritual. Ele teve um breve caso com uma mulher desconhecida em meados de 1865. Pierce nessa época usou sua influência para melhorar o tratamento recebido por Davis, que estava preso dentro do Forte Monroe. Ele também ofereceu auxílio financeiro ao filho de Hawthorne e para seus próprios sobrinhos. Pierce foi batizado no segundo aniversário da morte da esposa dentro da fé episcopal na Igreja de São Paulo em Concord. Ele achou que esta igreja era menos política que sua antiga denominação congregacional, que tinha alienado democratas com retórica anti-escravidão. O ex-presidente assumiu a vida de um "velho fazendeiro", como o próprio falava, comprando propriedades, bebendo menos, realizando trabalhos braçais da fazenda e convidando familiares para visitas. Pierce passou a maior parte de seu tempo em Concord e em um chalé em Little Boar's Head na costa de Nova Hampshire, algumas vezes visitando os parentes de Jane em Massachussetts. Ele ainda se interessava por política e expressou apoio à política da Reconstrução do presidente Andrew Johnson, aprovando a absolvição deste no processo de impeachment. Pierce depois também mostrou otimismo por Ulysses S. Grant, o sucessor de Johnson.
A saúde de Pierce voltou a piorar em meados de 1869; ele voltou a beber bastante apesar da sua condição física deteriorada. Pierce retornou para Concord em setembro sofrendo de uma grave cirrose no fígado, sabendo que não iria se recuperar. Um cuidador foi contratado; nenhum de seus familiares esteve presente durante seus últimos dias. Ele morreu às 4h35min de 8 de outubro de 1869. O presidente Grant declarou um dia de luto nacional. Jornais de todo o país publicaram longas histórias examinando a carreira pitoresca e controversa do ex-presidente. Pierce foi enterrado junto com sua esposa e dois de seus filhos no Old North Cemetery de Concord.
Em seu último testamento, assinado em 22 de janeiro de 1868, Pierce deixou para amigos, familiares e vizinhos um grande número de heranças específicas como pinturas, espadas, cavalos e outros itens. Boa parte de suas propriedades de valor aproximado de 72 mil de dólares (1,28 milhões em valores atuais) ficou com a família de seu irmão Henry, com os filhos de Hawthorne e com a senhoria de Pierce. Frank Pierce, filho de Henry, foi quem recebeu a maior parcela.

## Homenagens
Além de seu honoris causa de Legum Doctor na Universidade Norwich, Pierce também recebeu doutorados honorários da Faculdade Bowdoin em 1853 e da Faculdade Dartmouth em 1860. Dois locais em Nova Hampshire são listados pelo Registro Nacional de Lugares Históricos por sua associação com o ex-presidente: a Herdade de Franklin Pierce em Hillsborough é um parque estadual e um Marco Histórico Nacional aberto ao público, enquanto a Casa Franklin Pierce em Concord, onde morreu, foi destruída por um incêndio em 1981 mas mesmo assim continua listada no registro. O Presbítero Pierce é aberto sazonalmente e mantido por voluntários chamados de "A Brigada Pierce".
Várias instituições e locais nos Estados Unidos foram nomeados em homenagem a Pierce, a maioria em Nova Hampshire, dentre eles estão a Universidade Franklin Pierce em Rindge, Nova Hampshire, fundada em 1962; a Universidade de Nova Hampshire Escola de Direito, que foi fundada em 1973 originalmente como o Centro de Direito Franklin Pierce e, depois de ter sido renomeada em 2010, estabeleceu-se o Centro Franklin Pierce para Propriedade Intelectual; o Monte Pierce na Cordilheira Presidencial, parte das Montanhas Brancas de Nova Hampshire, renomeado como tal em 1913; e a pequena cidade de Pierceton, Indiana, fundada na década de 1850.

## Legado

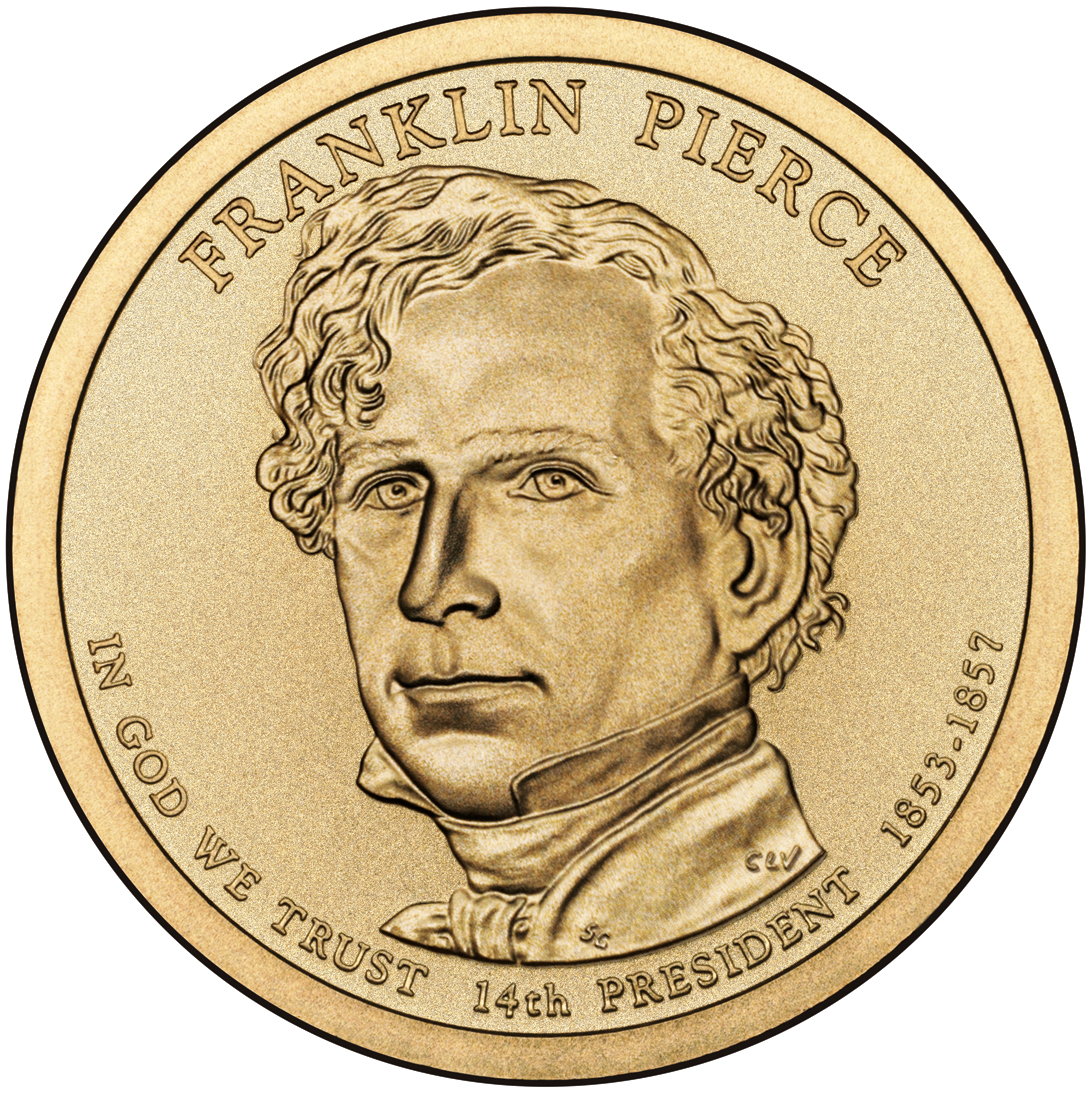
Moeda de um dólar com o busto de Pierce no Programa Presidencial da Casa da Moeda dos Estados Unidos.

Pierce praticamente se esvaiu da consciência norte-americana após sua morte, exceto como um de uma série de presidentes cujos mandatos desastrosos precederam a Guerra de Secessão. Sua presidência é amplamente considerada como um fracasso, com ele sendo frequentemente descrito como um dos piores presidentes da história dos Estados Unidos. O público o colocou na antepenúltima posição em pesquisas realizadas pela C-SPAN em 2000 e 2009. Parte de seu fracasso foi ter permitido que um Congresso dividido assumisse a iniciativa, mais desastrosamente no Ato de Kansas-Nebraska. Apesar de Douglas ter liderado essa luta, Pierce pagou o custo no dano à sua reputação. Seu fracasso como presidente de alcançar uma conciliação seccional ajudou em encerrar a época de dominação do Partido Democrata que tinha começado com Andrew Jackson, levando a um período de mais de setenta anos em que os republicanos praticamente controlaram a política nacional.
O historiador Eric Foner escreveu que "Sua administração mostrou-se ser uma das mais desastrosas da história Americana. Ela testemunhou a ruína do sistema partidário herdado da Era de Jackson". Larry Gara concorda com a avaliação, afirmando que "a administração Pierce apenas pode ser vista como um desastre para a nação. Seu fracasso foi tanto um fracasso do sistema quanto um fracasso do próprio Pierce". Já o biógrafo Peter A. Wallner tem uma opinião diferente, comentando que apesar da história ter culpado o ex-presidente e suas políticas por terem incitado a questão da escravidão e a Guerra de Secessão, além do fim do segundo sistema partidário, isto é "Um julgamento tanto impreciso quanto injusto. Pierce sempre foi um nacionalista tentando encontrar um meio-termo a fim de manter a União junta. [...] A alternativa à tentar seguir um caminho moderado era a ruptura da União, a Guerra Civil e as mortes de mais de seis milhões de Americanos. Pierce não deve ser culpado por ter tentado evitar esse destino durante toda sua carreira política".
O biógrafo Roy Nichols resumiu a opinião geral sobre Pierce:
| “ | Pierce foi um acidente como líder político nacional. Era honesto e obstinado em suas visões mas, já que ele decidia-se com dificuldade e frequentemente voltava atrás antes de tomar uma decisão final, dava a impressão geral de instabilidade. Gentil, cortês e generoso, ele atraia muitos indivíduos, porém suas tentativas de satisfazer todas as facções falharam e lhe deram muitos inimigos. Ao realizar seus princípios de construção estrita, ele na maioria das vezes concordava com os Sulistas, que geralmente tinham a carta do direito ao seu lado. Ele fracassou em perceber a profundidade e sinceridade do sentimento Nortenho contra o Sul e ficou perplexo pelo desprezo geral pela lei e Constituição, como descreveu, do povo da sua própria Nova Inglaterra. Em nenhum momento ele capturou o imaginário popular. Sua inabilidade de lidar com problemas difíceis que surgiram cedo em sua administração lhe causou perda de respeito em grandes números, especialmente no Norte, e seus poucos sucessos não conseguiram restaurar a confiança pública. Ele era um homem inexperiente, subitamente convocado para assumir uma responsabilidade tremenda, que honestamente tentou fazer seu melhor sem treinamento adequado ou aptidão temperamental. | ” |

Apesar de sua reputação como um político capaz e homem simpático, Pierce durante sua presidência serviu apenas como moderador entre facções cada vez mais agressivas que estavam dividindo os Estados Unidos em direção da guerra civil. Ele acreditava que a escravidão era uma questão de propriedade em vez de moralidade, considerando a União algo completamente sagrado; por esses motivos, Pierce viu as ações dos abolicionistas e até mesmo dos mais moderados do Solo Livre como divisiva e uma ameaça aos direitos constitucionais dos sulistas. Apesar de ter criticado aqueles que queriam limitar o acabar com a escravidão, ele raramente rebateu políticos sulistas que assumiam posições extremas ou se opunham aos interesses do norte.
O historiador David Potter conclui que o Manifesto de Ostende e o Ato de Kansas-Nebraska foram "as duas grandes calamidades da administração de Franklin Pierce ... Ambos trouxeram uma avalanche de críticas públicas". Mais importante ainda, afirma Potter, eles descreditaram permanentemente o Destino Manifesto e "soberania popular" como doutrinas políticas. O historiador Kenneth Nivison assumiu uma posição mais favorável sobre a política externa de Pierce, dizendo que seu expansionismo antecedeu aqueles dos presidentes posteriores William McKinley e Theodore Roosevelt, que serviram durante uma época quando os Estados Unidos tinham o poderio militar para impor seus desejos: "A política estrangeira e comercial Americana começando na década de 1890, que eventualmente suplantou o colonialismo Europeu na metade do século XX, deve muito ao paternalismo da Democracia Jacksoniana cultivada na arena internacional pela Presidência de Franklin Pierce".
Por fim, o historiador Larry Gara escreveu sobre o ex-presidente:
| “ | Ele foi presidente em uma época que demandava habilidades quase super-humanas, mas carecia de tais habilidades e nunca adequou-se ao trabalho que fora eleito. Sua visão da Constituição e União era do passado Jacksoniano. Ele nunca compreendeu a natureza ou profundidade do sentimento Solo Livre no Norte. Ele foi capaz de negociar um tratado de comércio recíproco com o Canadá, começar a abertura comercial ocidental do Japão, adicionar terras ao Sudoeste e assinar legislação para a criação de um império ultramarino. Suas políticas de Cuba e Kansas levaram apenas a mais contenda seccionais. Seu apoio ao Ato de Kansas-Nebraska e determinação em fazer cumprir o Ato do Escravo Fugitivo ajudaram a polarizar as secções. Pierce trabalhava duro e sua administração em grande parte ficou isenta por enxerto, porém seu legado daqueles quatro anos turbulentos contribuiu para a tragédia da secessão e guerra civil. | ” |